# 2011年英国骚乱
2011年英国骚乱，有傳媒稱為倫敦之炎、倫敦暴動，是2011年8月6日晚上在英国首都伦敦开始的一系列社会骚乱事件，一直持续到8月10日才平息。骚乱的导火索是2011年8月4日在伦敦北部的托特纳姆（Tottenham），一名29岁的黑人男性马克·达根被伦敦警察厅的警務人员枪杀。之后民众上街抗议警察。由於受害人的非裔背景，移民問題自然首當其衝，也有当地人认为英国的经济不景氣，加上政府撙节支出，冲击托特纳姆等高失业率地区，才是引发社会不稳定的主要原因。 
至8月9日，騷亂已擴散至伯明翰、利物浦、利茲、布里斯托等英格蘭地區的大城市的社區。英国政府在相关动乱地区部署了大量镇暴警察以图稳定局势，并逮捕了大批疑犯。媒体称，参与骚乱者通过黑莓手机及Twitter等网络工具相互联系，使得英国政府难以控制势态发展。同时有媒体质疑，如果英国政府的对应能力不足，是否会动摇2012年伦敦奥运会期间的安保信心。

## 背景

### 历史与现实因素
此次骚乱是自1995年发生于布里克斯顿的骚乱至今，英国最严重的一次动乱事件，更是自伦敦大轰炸（1940年9月7日至1941年5月10日，二战其間纳粹德国轟炸倫敦）后，伦敦发生的波及人数最多且最紧张的事件。
骚乱的起源与当地黑人社区同警察之间的紧张关系有很大关系，这与英国其他具有很大黑人移民人口的城市类似，例如伯明翰就曾因Kingsley Burrell的死引发过示威活动。记者把这起骚乱与发生于1985年10月6日的骚乱：当时一名黑人妇女在警方突击她的住家时，由于受到惊吓心脏病爆发而身亡，结果引起当地黑人居民的不满，最终酿成大约500名黑人攻击警察、抢劫和纵火，导致一名叫Keith Blakelock警察殉职的大规模暴动事件——相联系，因为它也是发生在托特纳姆。
现实因素包括当地是个多族裔混居区——它聚集了大量的非洲－加勒比、西非、库尔德、土耳其裔塞浦路斯、土耳其、爱尔兰和葡萄牙后裔的移民；近三十年来，区内各族关系紧张，而非洲－加勒比裔同当地警察之间更是长期处于紧张状态。该地具有比较高的贫穷与失业率，作为伦敦的一个贫困区，当地的失业率比全国平均水平高出近两倍，人均寿命比伦敦平均水平低5岁，各类犯罪较为多发。富人与穷人之间的隔阂，很低的社会流动，以及民众对政府为了减少债务而削减公共开支的不满。

### 射杀马克·达根

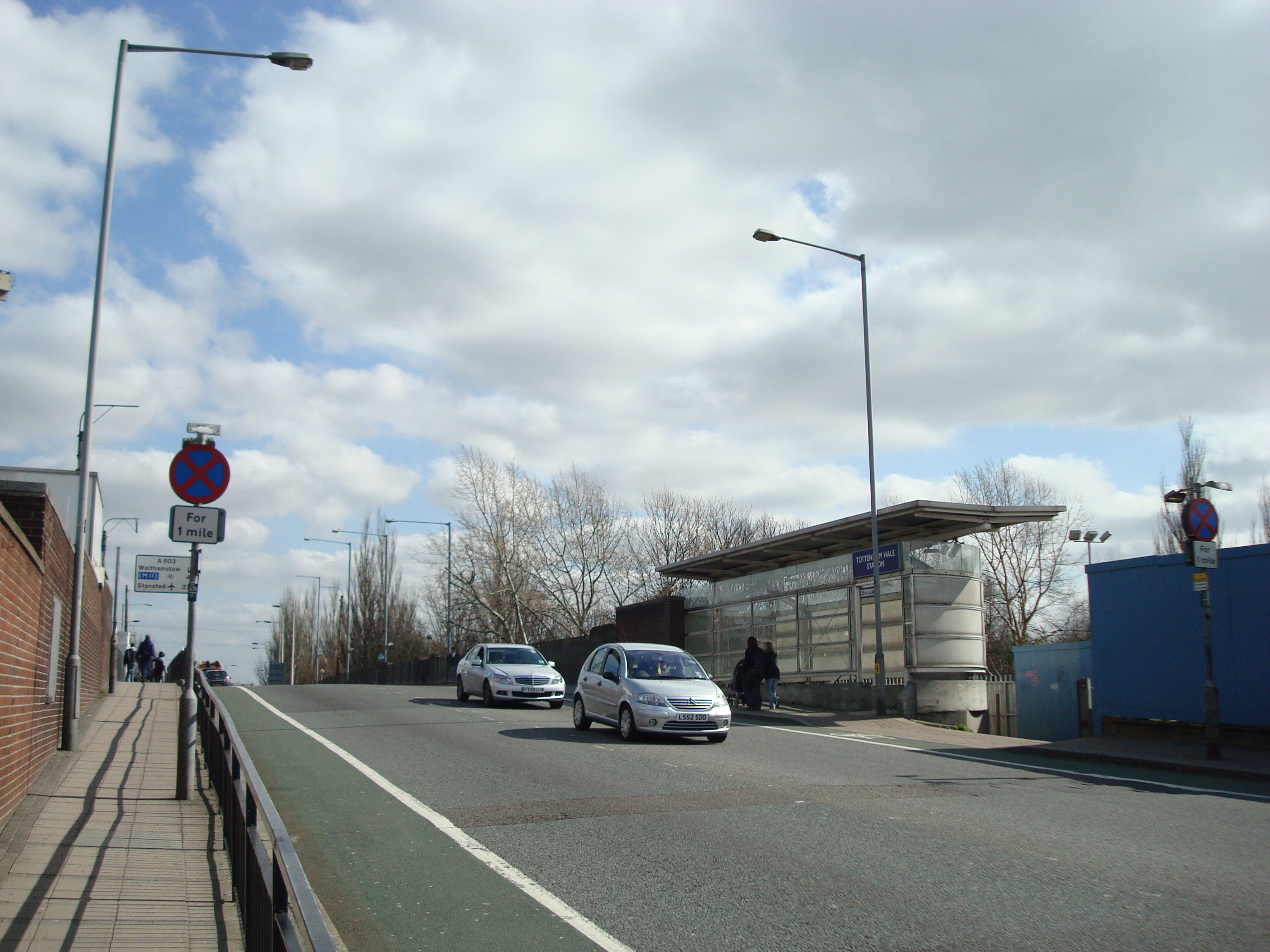
Ferry Lane，2010年3月22日

枪杀事件发生于8月4日晚上，当时警察正准备对乘坐在一辆計程車车里的马克·達根实施逮捕，地点位于托特纳姆地铁站附近的一座桥上——Ferry Lane bridge。
该事件目前由独立警察投诉委员会调查处理。该委员会负责处理民众死于警察的事件。目前还不完全确定警察当时为何要逮捕马克·達根，IPCC表示逮捕行动是打击枪支犯罪行动的一部分，而马克·達根是警方怀疑的一个与可卡因交易有关的持枪的罪犯。
马克·達根的亲属和朋友宣称马克当时并没有携带武器。但IPCC则表示马克·達根当时携带着一把手枪。
事件发生过后，媒体普遍报道发现有一颗子弹嵌入在警察的无线对讲机里，这暗示了马克曾对警察开枪。《卫报》报道马克使用的是中空彈。

### 示威活动
8月6日举行了一场和平示威活动，起点始于Broadwater农场终止于托特纳姆警察局。这起示威是由死者的亲人和朋友发起的，其中包括当地居民和社区负责人，目的是要求获得真相和公正，大约有200人参加。后来，一名警官同示威群众谈话，不过他们要求同更高职位的长官来跟他们谈。由于对警方的答复不满意，所以他们站在警局前面的几个小时比他们原计划的时间要长。根据目击者称，在傍晚有一个更年轻且更激动的人群也来到了那里，其中一些人手里拿着武器。当他们听说警察攻击了一名16岁的女孩时暴力活动就开始了。大约20:20（当地时间），其中的一些人开始攻击附近的两辆警车并将之点燃。之后骚乱在该地开始蔓延，随后波及到伦敦其他地区，乃至伦敦以外的其他英格兰城市。

## 原因
综合各种媒体的报道，该地发生骚乱主要有以下多种原因：
- 警察造成有疑點的致命射击事件
- 当地民众与警察之间的紧张关系[2]
- 高失业率，尤其是年轻人失业率更高[3][4][5][6][7]：据报道，英国16-24岁的年轻人中约有18%是失业者，黑人青年的失业比例更高达一半以上[42]
- 政府削减公共开支；青年俱乐部和社区项目等“软服务”的开支削减严重。
- 黑帮文化[43]
- 经济危机的波及[44]
- 较多的贫穷人口以及明显的贫富差距[26][45]
- 已開發國家中社会流动不足[28]
- 机会主义者犯罪分子[8]
- 娱乐消遣性的暴力[9]
- 据报道，英格兰西内陆的警察对寻衅暴動者表现软弱，存在纵容行为[46]。

## 造成损失

### 人员伤亡
一名26岁名叫Trevor Ellis的男子在南伦敦的克罗伊登被射杀，警方认为他是死于暴乱者之间的内斗。他的家人否认有关他是与一些伙伴共同参与了骚乱的报道。
在伯明翰的Winson Green，有三个巴基斯坦裔英国男子在尝试保护他们的邻居反抗暴力骚乱分子时被车撞死。三名遇难者分别是：21岁的Haroon Jahan，他的31岁的哥哥Abdul Nasir，以及30岁的Shazad Ali。2012年7月，8名被控謀殺罪的男子被陪審團裁定罪名不成立。
在伦敦，从周一下午到周二早上的时间里，有14人被暴乱者打伤，其中包括一名68岁的名叫Richard Mannington Bowes的老人(男性)，他是在8日晚上在伊灵试图扑灭着火的垃圾箱时受到殴打的，后来他于8月11日死亡，成为第五名遇难者。一名75岁的老妇在哈克尼區臀部受伤。
在伊灵，一名中年英国白人男子在受到暴乱者殴打后送到医院，他受到了威胁生命的重伤。
在伦敦东北部的巴金，一名20岁的马来西亚籍男学生Mohd Asyraf Haziq，受到一次殴打和两次抢劫，他的背包被抢空。这个行凶过程已被上传到了YouTube上。他颌部受伤，需要接受外科手术治疗。
总共186个警察受伤。

### 财产损失
位于托特纳姆的商户所受的经济损失达数百万英镑。此外，骚乱也对一些历史建筑造成了难以弥补的破坏。
许多报道说在不少地方发现了大量暴乱者掠夺到的赃物，这被怀疑为有计划有组织实施的。估计各地被劫掠到的财产总计达1亿英镑。伦敦警察厅已派出450个警探负责逮捕这些罪犯。抢劫者的照片已被公布在警察厅的网站上。
英国保险业协会（The Association of British Insurers）估计，骚乱对工商业造成的损失将达到数千万英镑。保险公司们估计将要赔付超过2亿英镑的赔偿金。
英国零售协会（BRC）9日估计，这次暴乱对英国零售业所造成的经济损失，将多达数千万英镑。

### 交通与通信
8月9日，克罗伊登的部分有轨电车被迫暂停运营。伦敦交通局、倫敦地上鐵和伦敦地铁关闭了柏京（Barking）、佩卡姆萊（Peckham Rye），哈羅丘（Harrow-on-the-Hill）以及哈克尼（Hackney）几个站。南部铁路——The TOC宣布不会暂停伦敦南部几个站的运营。国家快运集团暂停了伍尔弗汉普顿和伯明翰郊区的服务。

### 体育赛事
预计于8月9日举行的英格蘭聯賽盃的四场赛事，在警方的要求下被迫推迟。预计于8月10日英格兰队对荷兰队在温布利球场举行的国际足球友谊赛已经被取消。
预计于8月13日举行的托特纳姆热刺足球俱乐部首场对阵埃弗顿足球俱乐部的2011年至2012年英格蘭超級聯賽被迫推迟。

## 事態進展
6日，大約有300餘人聚集在市中心的警察局，對警察在兩天前射殺了一位名叫馬克·杜根的男子的行為進行抗議。這些抗議者要求警局為這個事件給一個合理的說法和解釋。到下午的時候，這起抗議變成了一起騷亂事件，至少有5枚汽油彈引燃了汽車、商店和公車，倫敦警方隨後出動了直升機來監控事態的發展。晚間時候當地的地方議員發表了一個聲明，在那個聲明中他表示：這起事件並不代表托特納姆地區的治安情況，也希望大家應該保持冷靜來面對這一起事件。
8月8日夜裡，曼徹斯特有多輛汽車被損壞；在利物浦有200多名戴面具的青年在街上游盪；諾丁漢郡警方稱一所警察局被襲擊，200多個輪胎當街焚燒；布里斯托警察稱正在處理150人左右的騷亂事件；利茲市警察也連夜處理“小型騷亂”；西米德蘭茲郡警察稱伯明翰的一處警局遭人縱火。

## 国内反应

### 政界
正在意大利休假的英国首相戴维·卡梅伦，此前声称不会提前结束假期，但鉴于事态严重，他于8日晚间提前返回伦敦，并将于9日主持召开针对暴乱的高级安全会议。政府一位发言人称，卡梅伦度假期间时刻关注着事态的发展。此前声称对警方“信心十足”且不准备缩短假期的伦敦市长鲍里斯·约翰逊，已确定提前结束假期，于9日返回伦敦处理骚乱事件。8日上午也提前结束休假返回伦敦的内政大臣特雷莎·梅，当天会见了伦敦警察局代理专员蒂姆·戈德温。她谴责近日发生的骚乱行为是“绝对的犯罪行为”，并要求这些人接受制裁。副首相尼克·克莱格8日下午前往托特纳姆地区检视受损状况，他称暴乱会给当地社区留下“巨大的伤疤”，他强调政府应该全方位参与社区的重建。
代表托特纳姆地区来自工党的英国国会议员大衛·拉米（David Lammy）在该地发生骚乱后，他呼吁平静下来，说“随着调查的进行真相和公正肯定会出来”，他也说骚乱者并不代表整个托特纳姆地区的居民，他坚持要求IPCC必须彻查出马克的死因。代表斯特里漢姆地区的国会议员丘卡·烏馬納（Chuka Umunna）谴责发生在布里克斯顿和托特纳姆的暴力事件。
代表北哈克尼和斯托克紐因頓的国会议员戴安·阿博特（Diane Abbott）呼吁实施宵禁，而代表紐瓦克的国会议员帕特里克·默瑟（Patrick Mercer，曾任英军上校），呼吁警察使用水炮。8月9日，内政大臣文翠珊（Theresa May）拒绝使用水炮并说“我们英国警察不靠水炮，我们靠与民众沟通来解决问题”，她说：“完全谴责托特纳姆发生的暴力事件……如此无秩序的行为对公众安全和财产来说是绝对不能容忍的，我全力支持警察厅恢复社会正常秩序”。前伦敦市长肯·利文斯通说“使用水炮对于那些纵火行为将会非常管用”。
英国首相办公室发言人表示：“昨晚托特纳姆发生的骚乱绝对令人难以接受，那些攻击警察和民众、破坏财产的行为没有正当理由”。
副首相尼克·克莱格表态称骚乱“完全不能接受”，他称骚乱者为“机会主义分子”。
伦敦市长鲍里斯·约翰逊9日说：“我被托特纳姆地区发生的暴乱和破坏情景震惊了”，副市长Kit Malthouse对天空新闻台说“犯罪者要为此受到谴责”。
警察厅的副厅长Steve Kavanagh表示，6日和7日值班的警员数量已经增到了三倍。
英国首相卡梅伦谴责道“掠夺者，破坏财物的人，窃贼，抢劫犯所做的是令人厌恶的事情”，他告戒骚乱者“你们将知道法律的威严，如果你的年龄让你实施了这些犯罪，那么你们也足够面临惩罚”。代表中克羅伊登的国会议员加文·巴維爾（Gavin Barwell），也称一些地区遭受的破坏是“令人厌恶的”。

### 媒体
《太陽報》称一些场面是「可耻的」，并悲伤地写到“在伦敦奥运会即将在一年内开幕的时间里，我们的名誉在这个最糟糕的时刻受到了严重的破坏”，“这是绝对的混乱状态，它对生命和财产来说是严重的威胁”。
《每日电讯报》的主编说道“我们在伦敦和各地自周六夜晚以来所经历过的事件呈现出一个全新的现象：暴力无秩序行为仅仅只为犯罪……在如此的环境下，如果法律救济为的是保护大多数人的利益的话，那么我们也仅仅只有一个反应——暴徒必须被告戒他们必须尊重国家的法律”。
《卫报》呼吁公众支持警察：“……2011英格蘭骚乱成为了无秩序与有秩序之间的一种竞赛。在这个竞赛中有一个重要的附加说明——两边只有一个是对的。暴力袭击、破坏必须停止，法治不是唯一保护自己对抗非法破坏的工具，但是法律必须得到执行”。
一些记者把这起骚乱与2005年法国骚乱相比较，因为两起事件都因外裔的年轻人在与警察的冲突中死亡而引发。

### 公众
许多民众呼吁政府让警察使用英国以外的制止骚乱的方法，比如使用水炮和橡皮子弹等，而这些方法以前都被英国高官拒绝。
上万名使用社交网站的英国民众帮助受破坏的街道和商户从事清理工作。如民众利用Twitter和Facebook来报道骚乱的相关讯息，以让那些志愿者方便展开清理工作。在克拉彭（Clapham）交界处，许多志愿者拿着扫帚清扫路面。在Facebook上，有超过9万人加入了一个名为“支持警察反对伦敦骚乱者”（Supporting the Met Police against the London rioters）的组织。
由于许多掠夺者在掠夺商店、体育用品店等商户的商品时并没有蒙面，甚至有的还摆出姿势被相机照了下来，所以一些民众已经将不少犯罪者的照片贴在了社交网站上。8月10日，大清洁团队在暴乱后的晚上进入克拉彭镇，以展示民众的团结与自尊。10日八点，Jeremy Myers使用Twitter来调动志愿者去清理Piccadilly Gardens（伦敦繁华的大街之一）和皮卡迪利圓環（伦敦繁华的大街之一）。曼彻斯特市商业区的职员和曼彻斯特大学的成员都加入了志愿者队伍，而食物店则免费提供饮料和小吃，该市议员兼市议会发言人Pat Karney说：“今天真实的曼彻斯特人的精神已经充分地体现了出来”。
8月8日，一名来自哈克尼區的黑人妇女在发生骚乱后的路边痛骂骚乱者的画面被《每日电讯报》的记者用手机录了下来，该视频名为“Heroine of Hackney”已经在网络上非常流行。
11日，旨在让公众更多参与政治的英国政府开设的电子请愿网上，有关惩罚骚乱者的联署信已经有超过10万人签名，达到了提交给议会审议的要求。这份请愿书在短短的几天时间内吸引了众多人签名，请愿书呼吁剥夺那些因本次骚乱被判罪的人所享有的国家福利。不过即使这一请愿提交给议会讨论也未必能获得通过成为法律。

#### 自发维持治安
一些商户和住户表示他们要在缺乏警察的情况下依靠自己的力量来保护自己的财产。8日和9日，在伦敦北部和东部的一些地区，许多目击者看到不少穆斯林居民（孟加拉人、库尔德人、巴基斯坦人、索马里人和土耳其人）在追捕一些蒙面的青年暴力者。9日，一些其他社区的居民也有同样的行动，如恩菲爾德區，Eltham米尔沃尔足球俱乐部的球迷，Southall，East Ham，Ilford 以及Romford的居民等。在Amazon上，球棒和警棍的销售量在一夜之间明显增长了很多。副长官助理Stephen Kavanagh对此评论道: “我们看到了社区居民的反应，因为他们已经被周围的一些暴行激怒了。”
在伯明翰的一个寺庙受到袭击后，Sangat TV 和 Sikh Channel这两家电视台呼吁他们的观众去保护Gurudwara地区的锡克教的庙宇——Sikh temples以免遭暴力破坏。9日和10日夜晚，Sikh社区的志愿者（大多数是锡克族）走到Gurudwara各地站岗放哨，他们由200到300名不同年龄的人组成。
10日，在Eltham，大约有200名来自一个极右翼的民间组织——保卫英国同盟的成员支持警察与一个扔瓶子的暴乱人群对抗。该组织东南地区的负责人Jack England表示，该组织里的50名成员与当地其他维持治安的人共同在大街上执行巡逻任务，并有90名成员加入了Enfield地区的治安队伍。

### 警察
伦敦警察厅声明是他们打击犯罪的行动诱发了骚乱，他们也会调查骚乱中发生的各种犯罪事件。调查工作由警察厅的John Sweeney负责领导，还有来自凶殺及重案調查部的侦探们，来自公共秩序分部的调查专家，以及大量警员的支持。
大曼彻斯特警察部门首长助理Garry Shewan，称这是“前所未有的”犯罪。10日他警告说“许许多多的人（指犯罪分子），我们已经掌握了你的照片，我们知道你的长相，我们有你们肆意妄为的视频”。

## 图片

### 伦敦

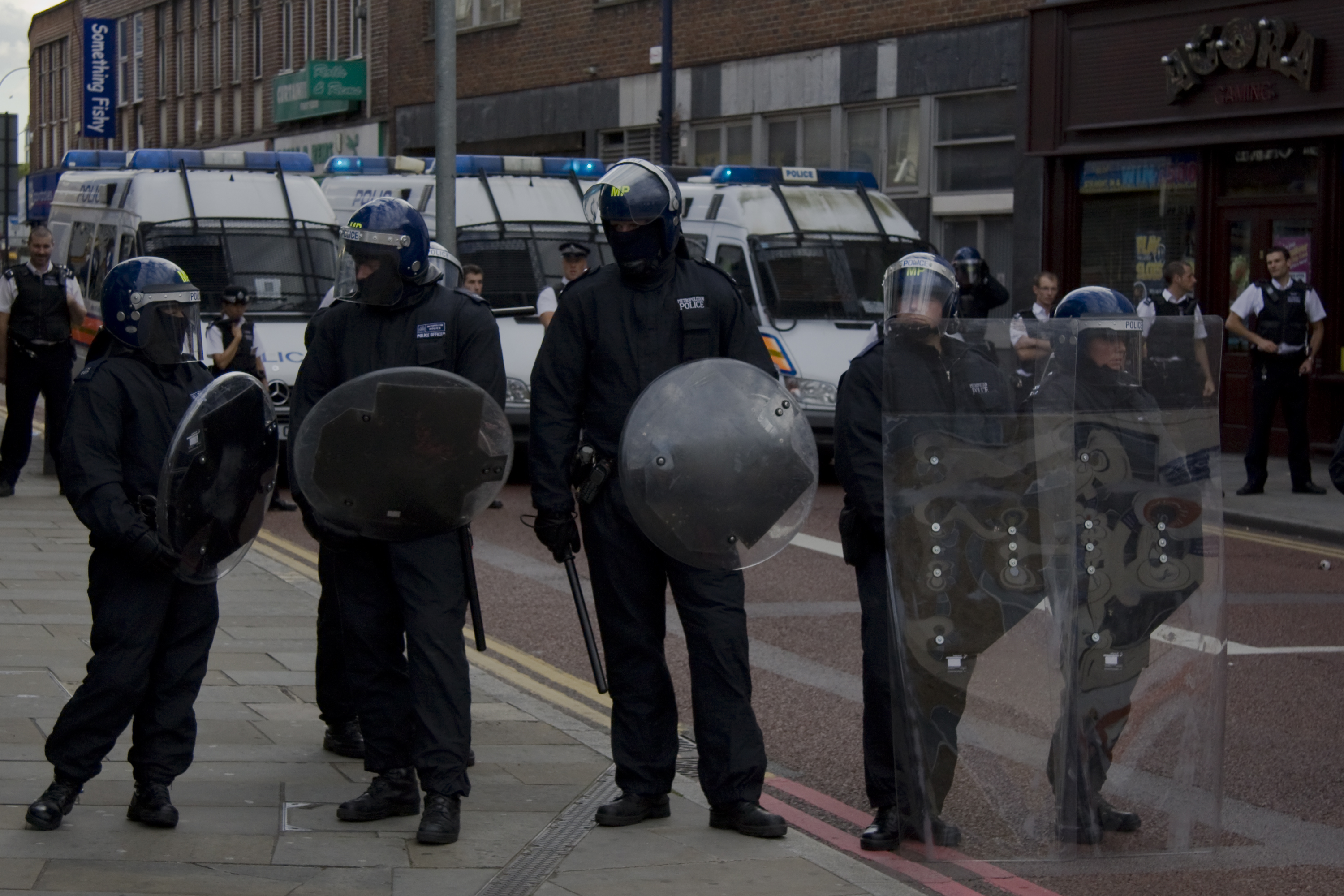
8日，路厄斯罕的警察
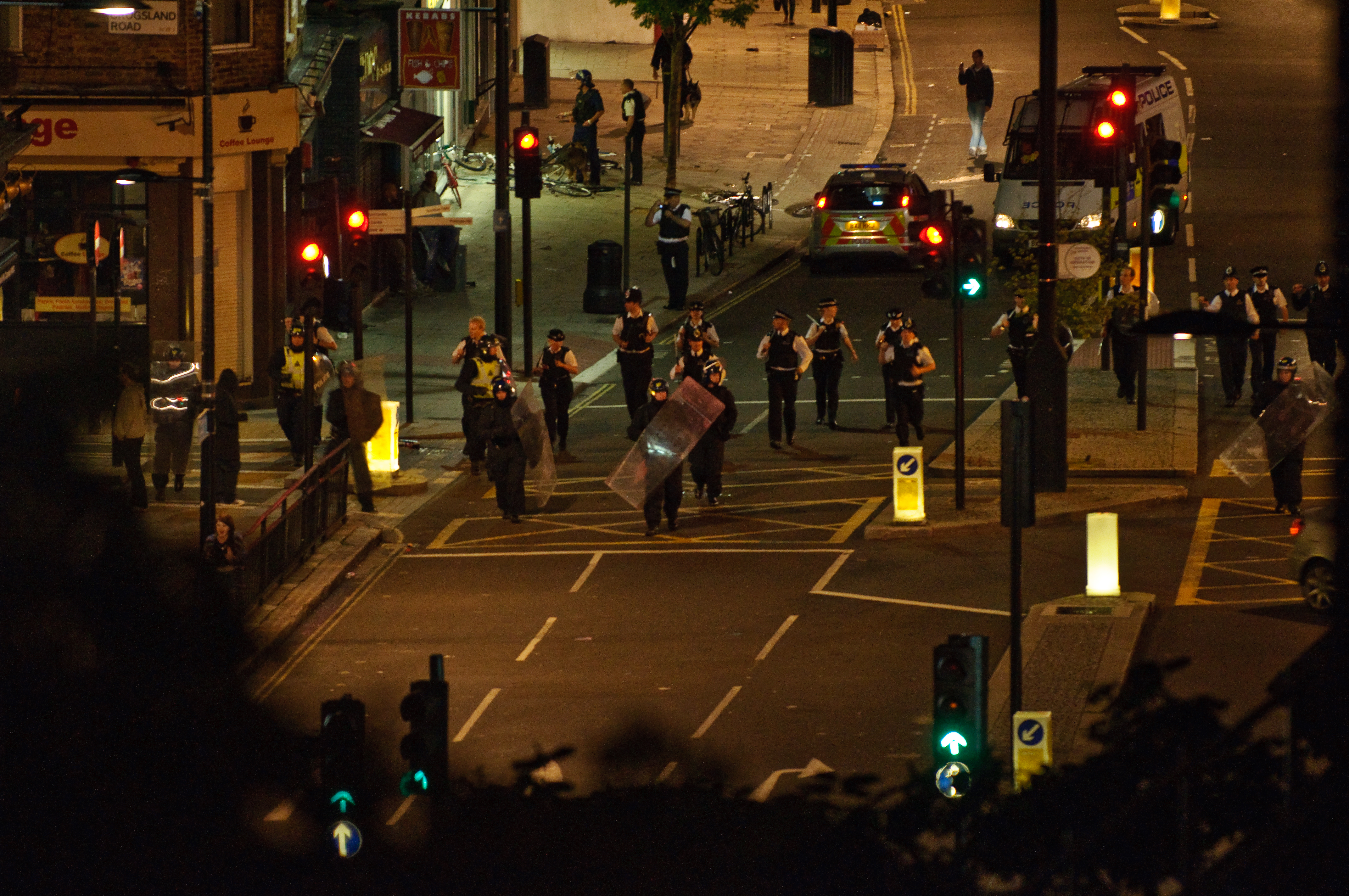
8日，卡姆登的警察
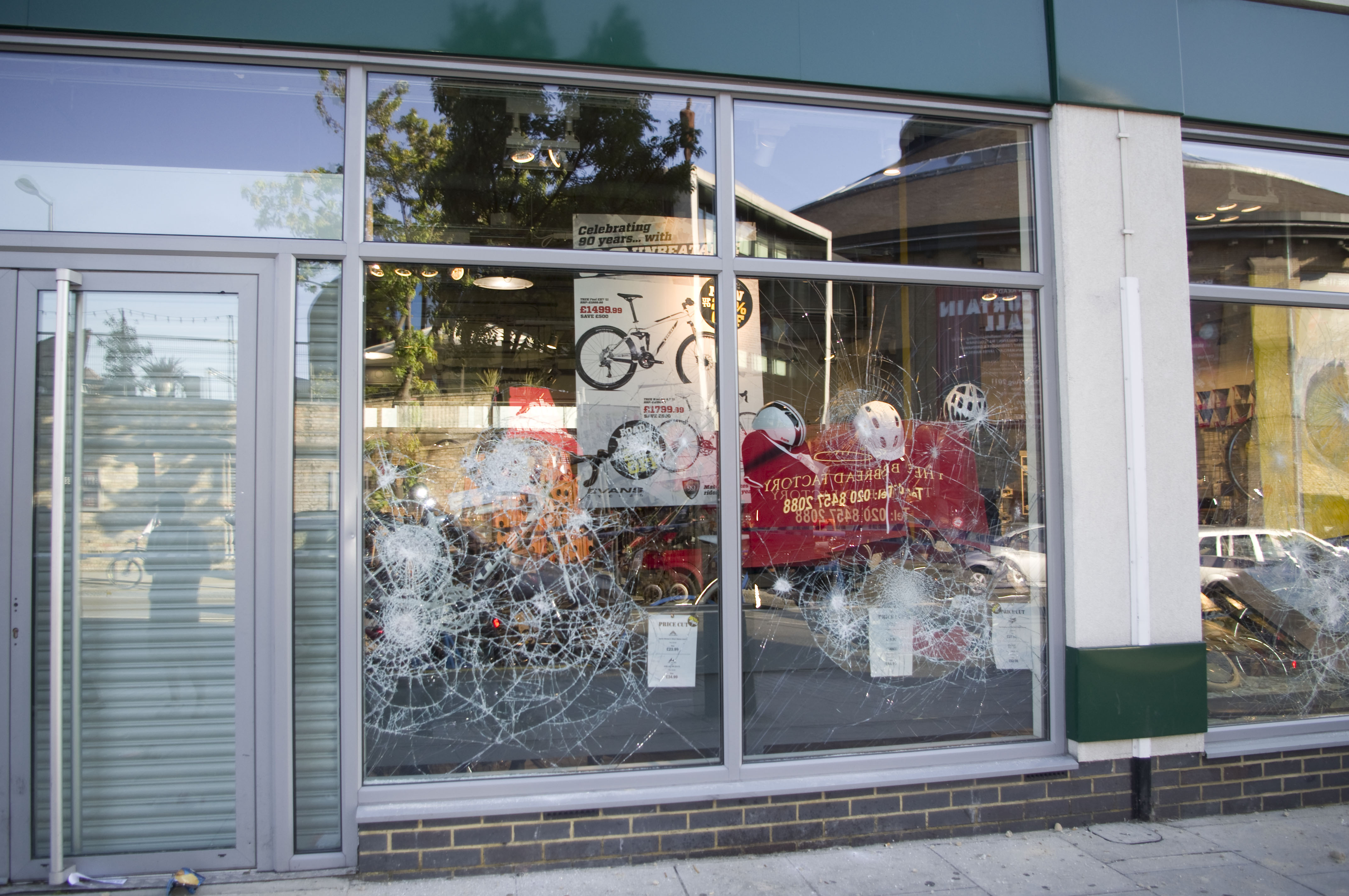
9日，受损的一个自行车店
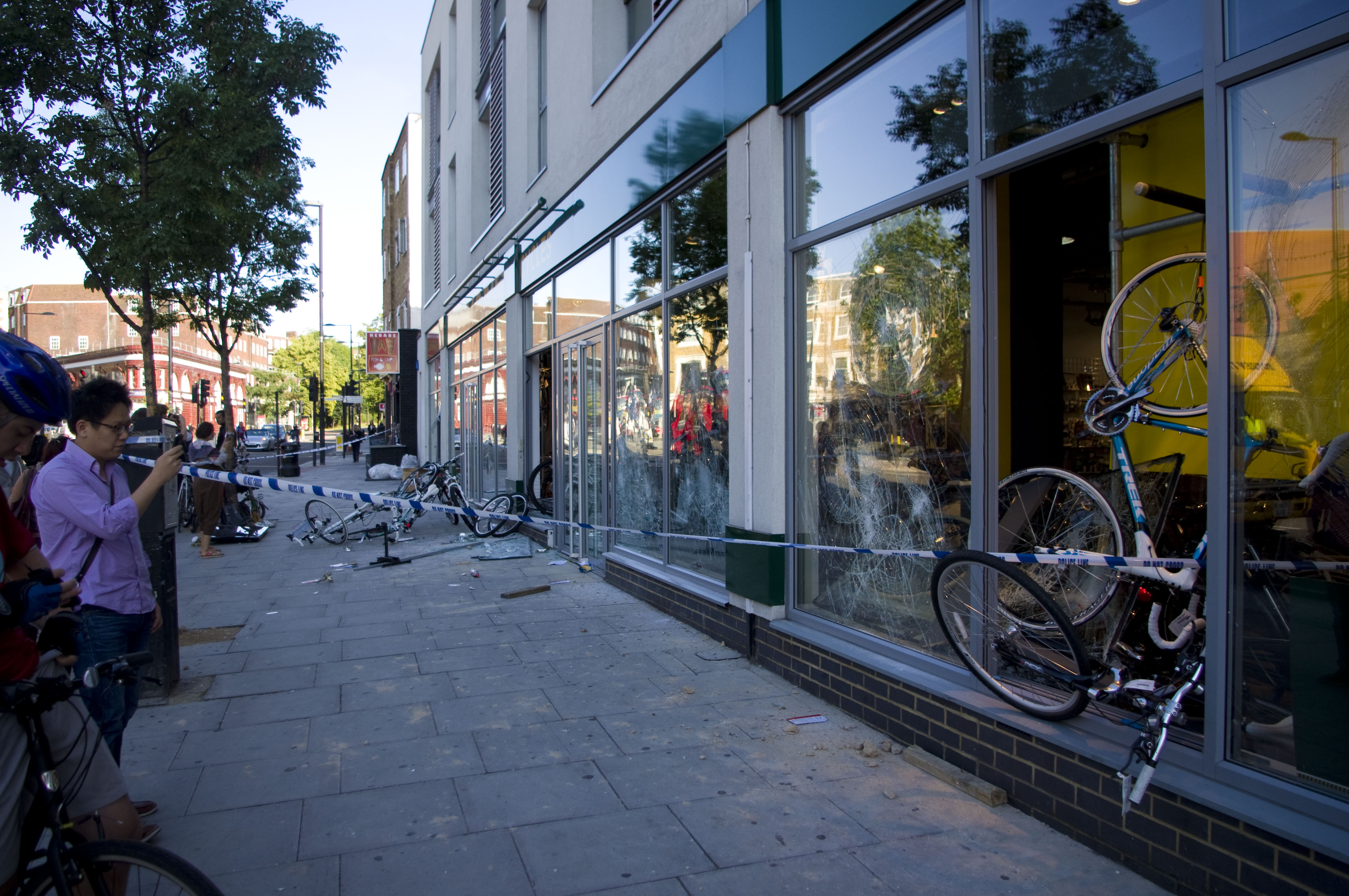
同左
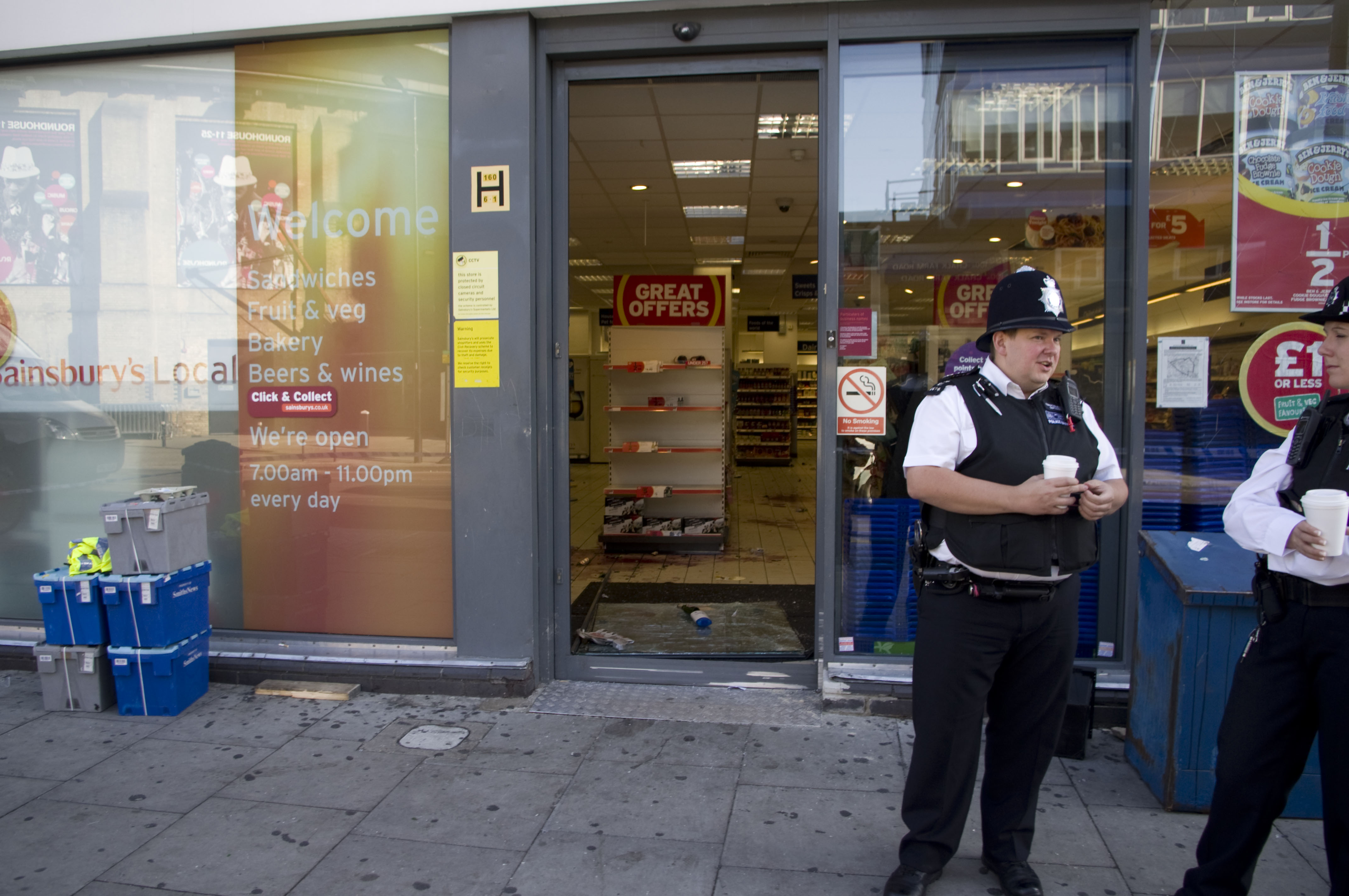
9日，Camden地区，遭抢的商铺
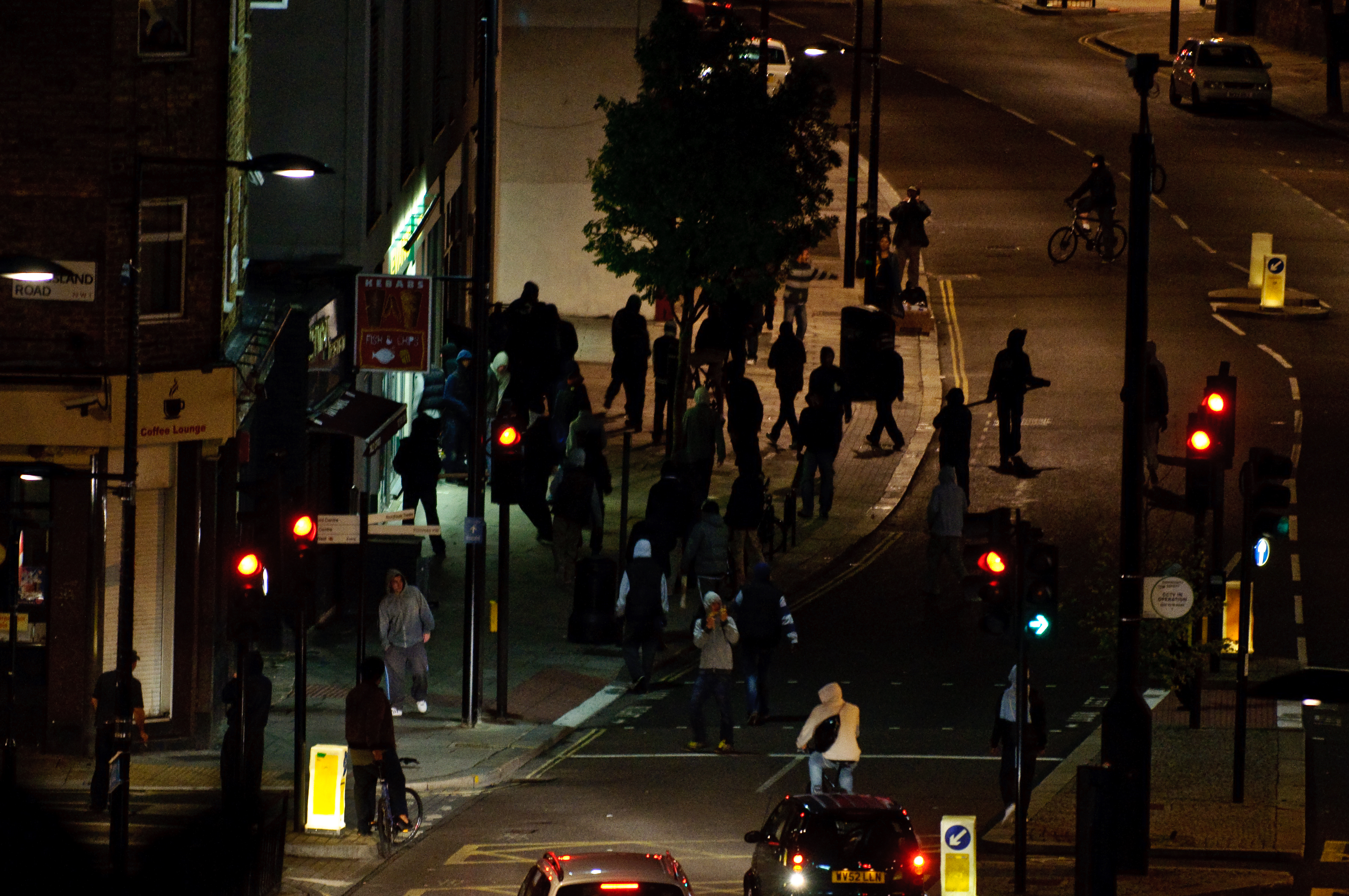
8日晚，Chalk Farm地区，骚乱分子
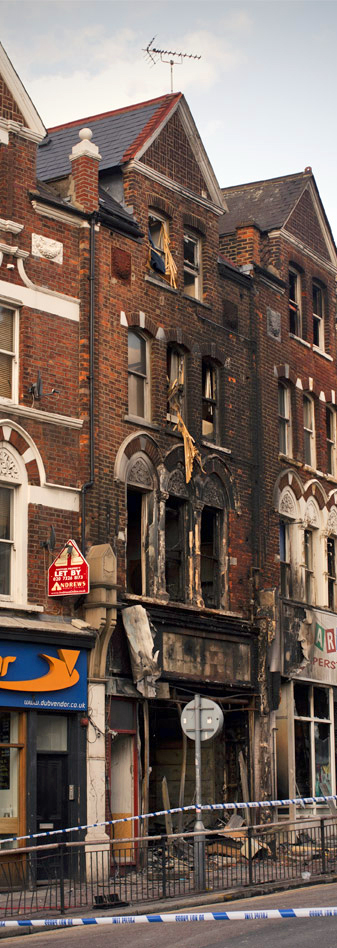
9日，Clapham地区，受损的建筑
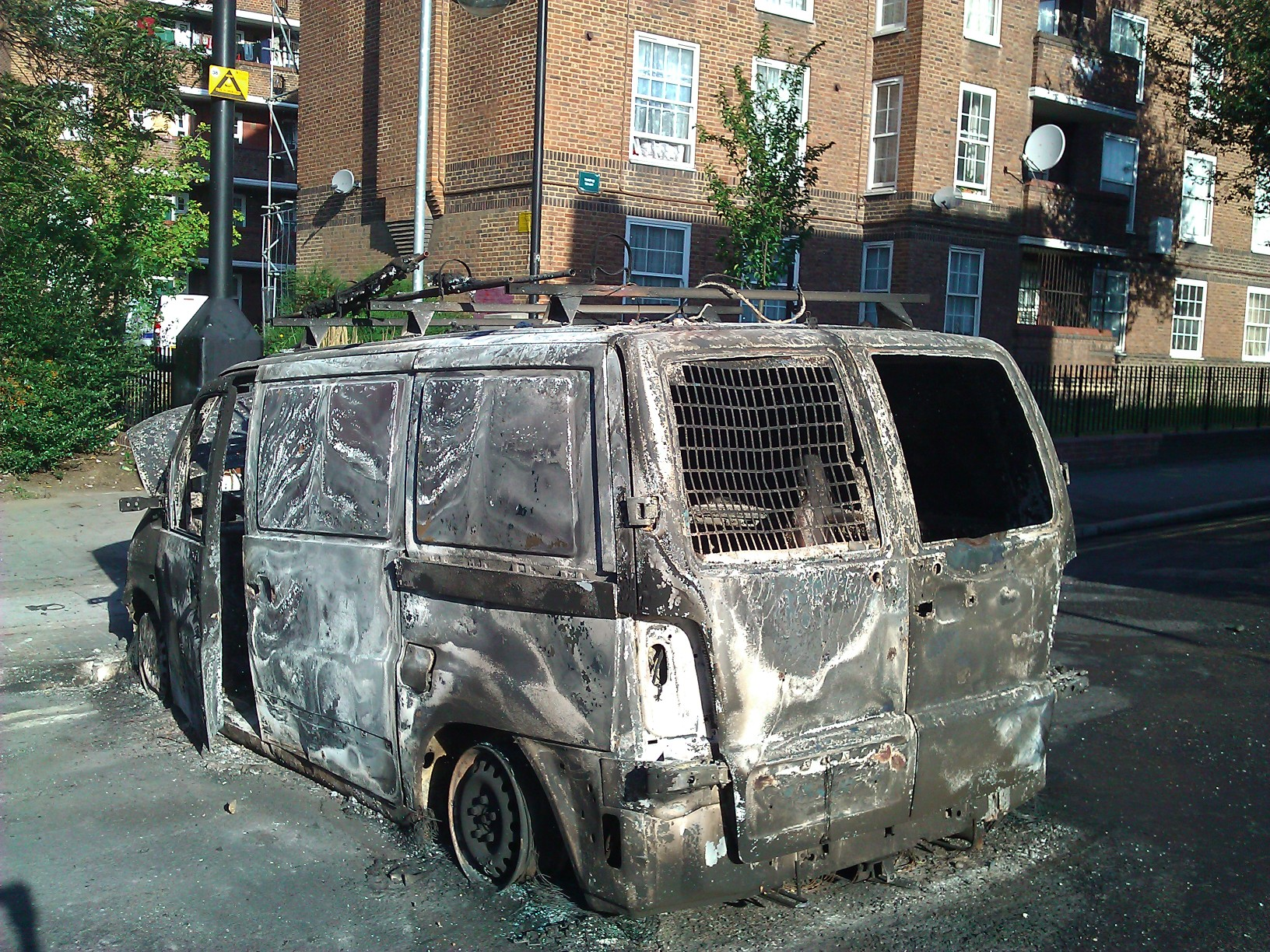
9日，Hackney地区，被烧废的车
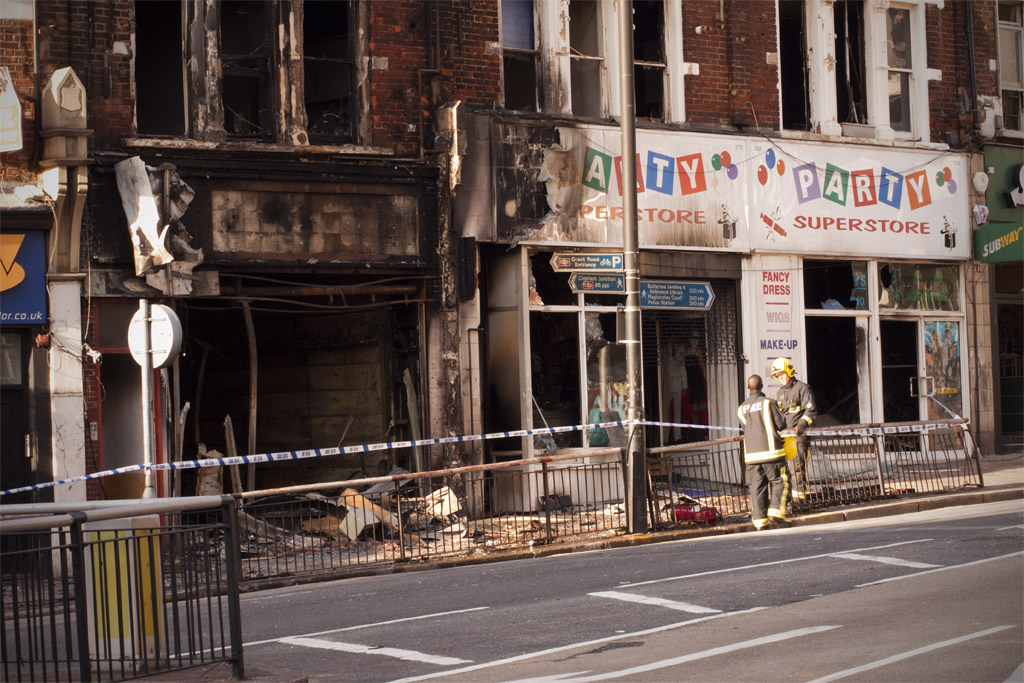
9日，Clapham地区，被烧的超市
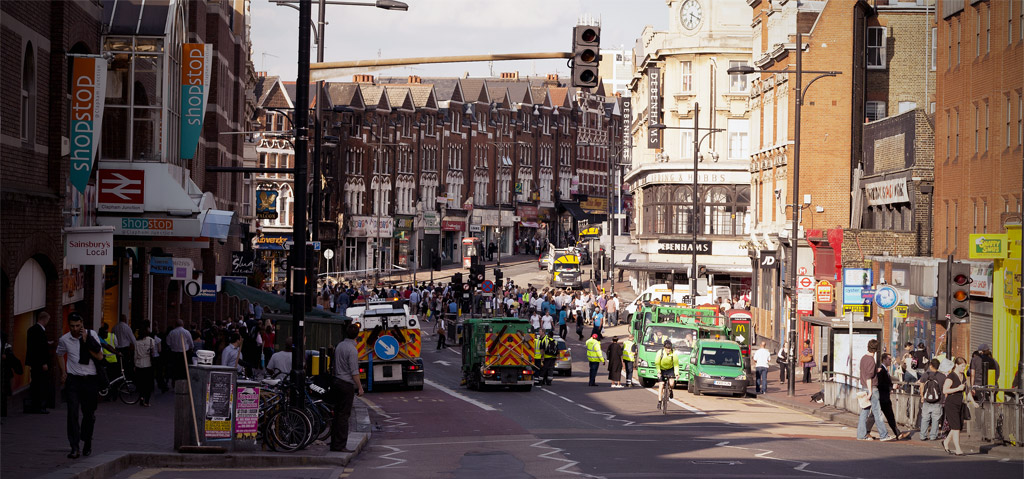
9日，Clapham地区，正在清理街道
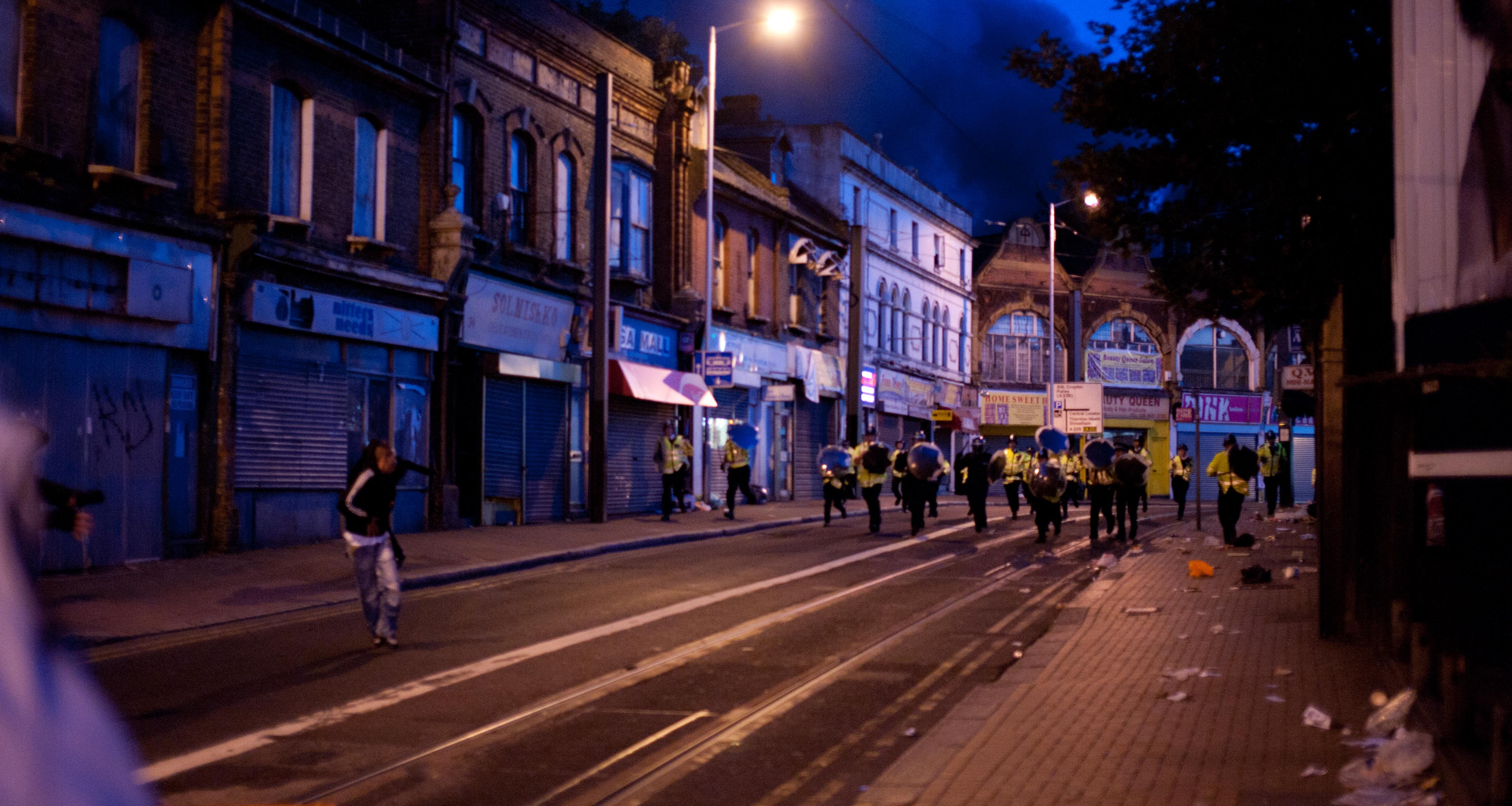
8日晚，Croydon地区，骚乱者面对警察慌忙逃跑
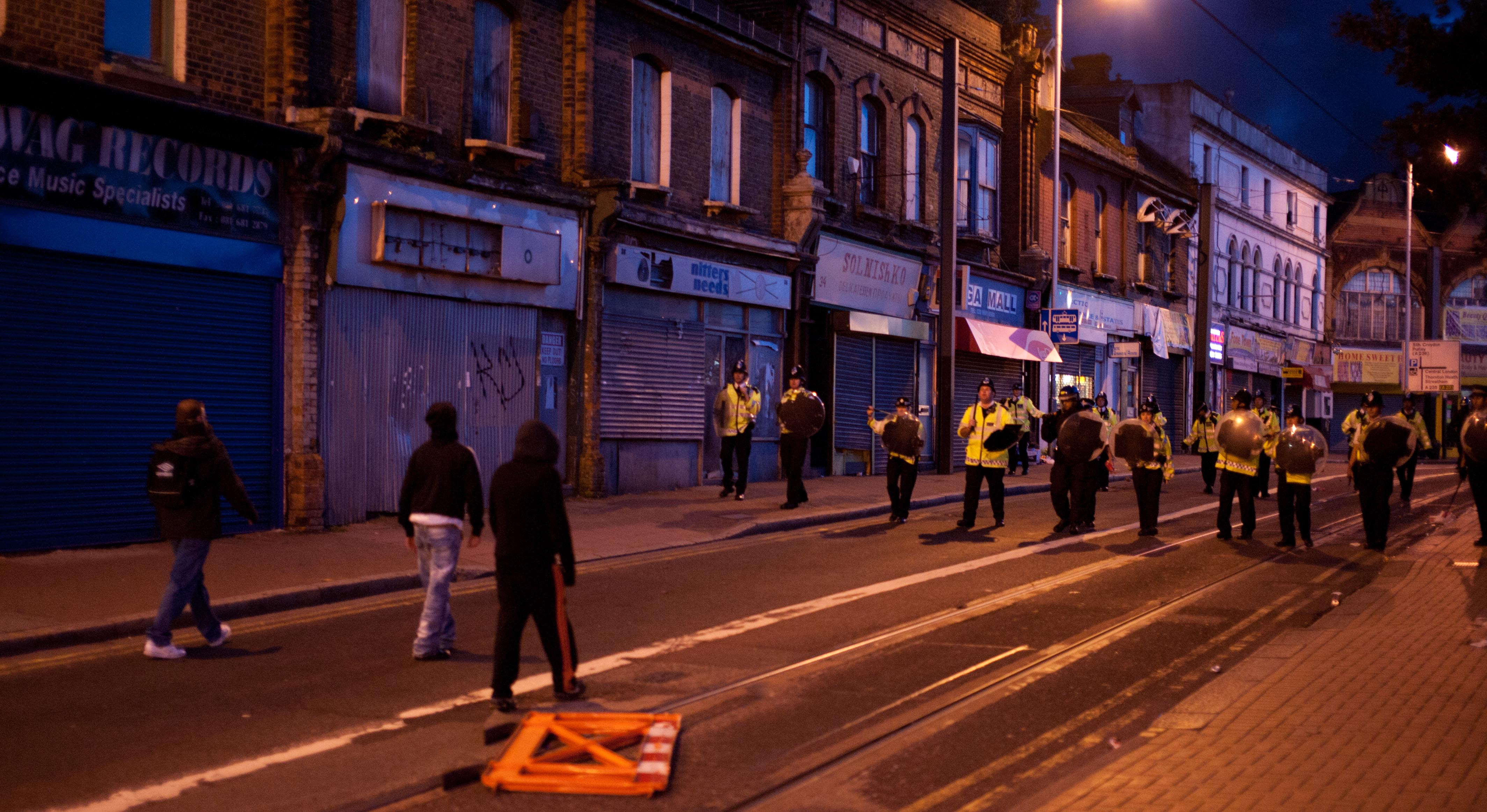
同左
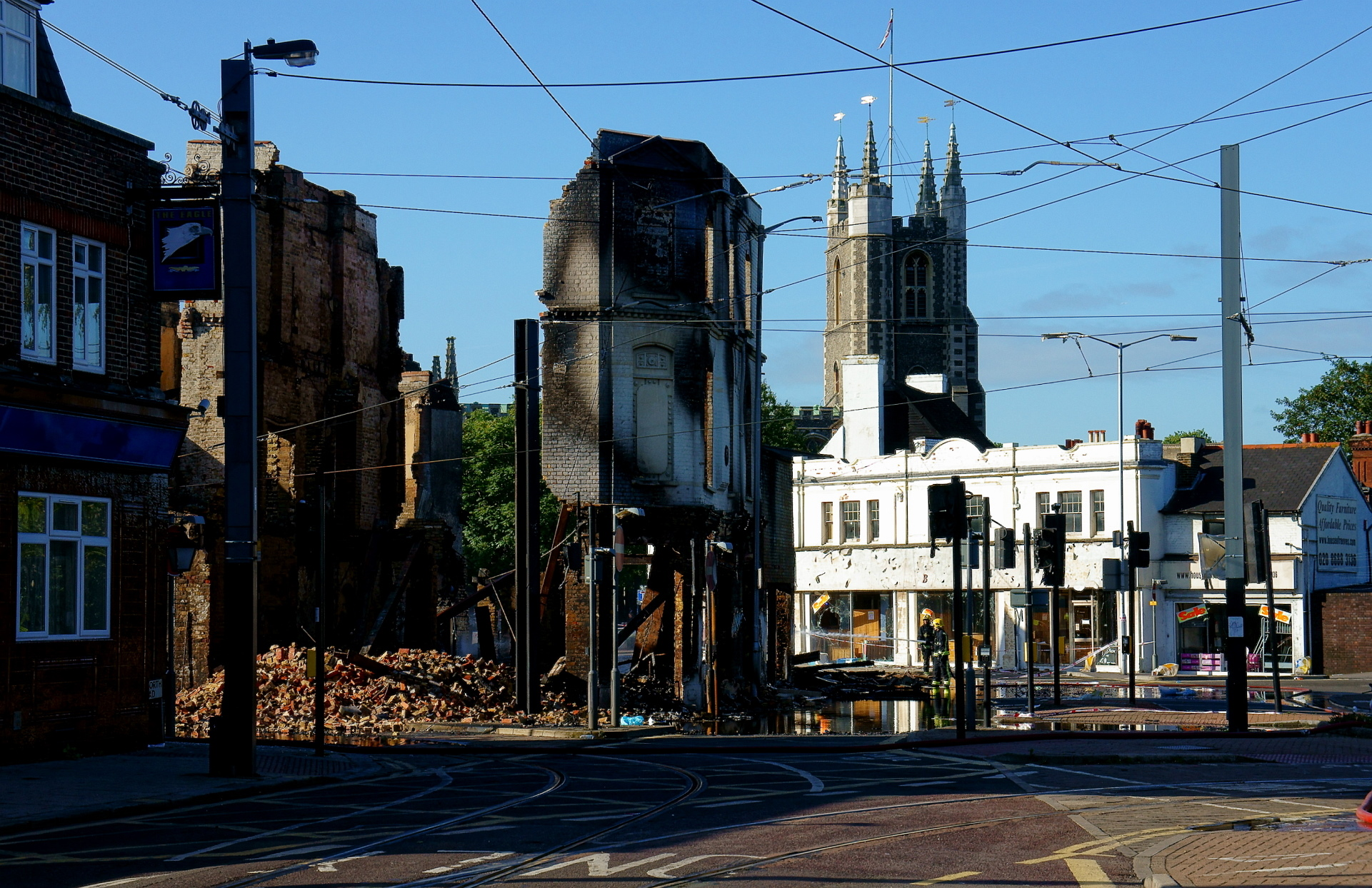
9日早晨，Croydon地区
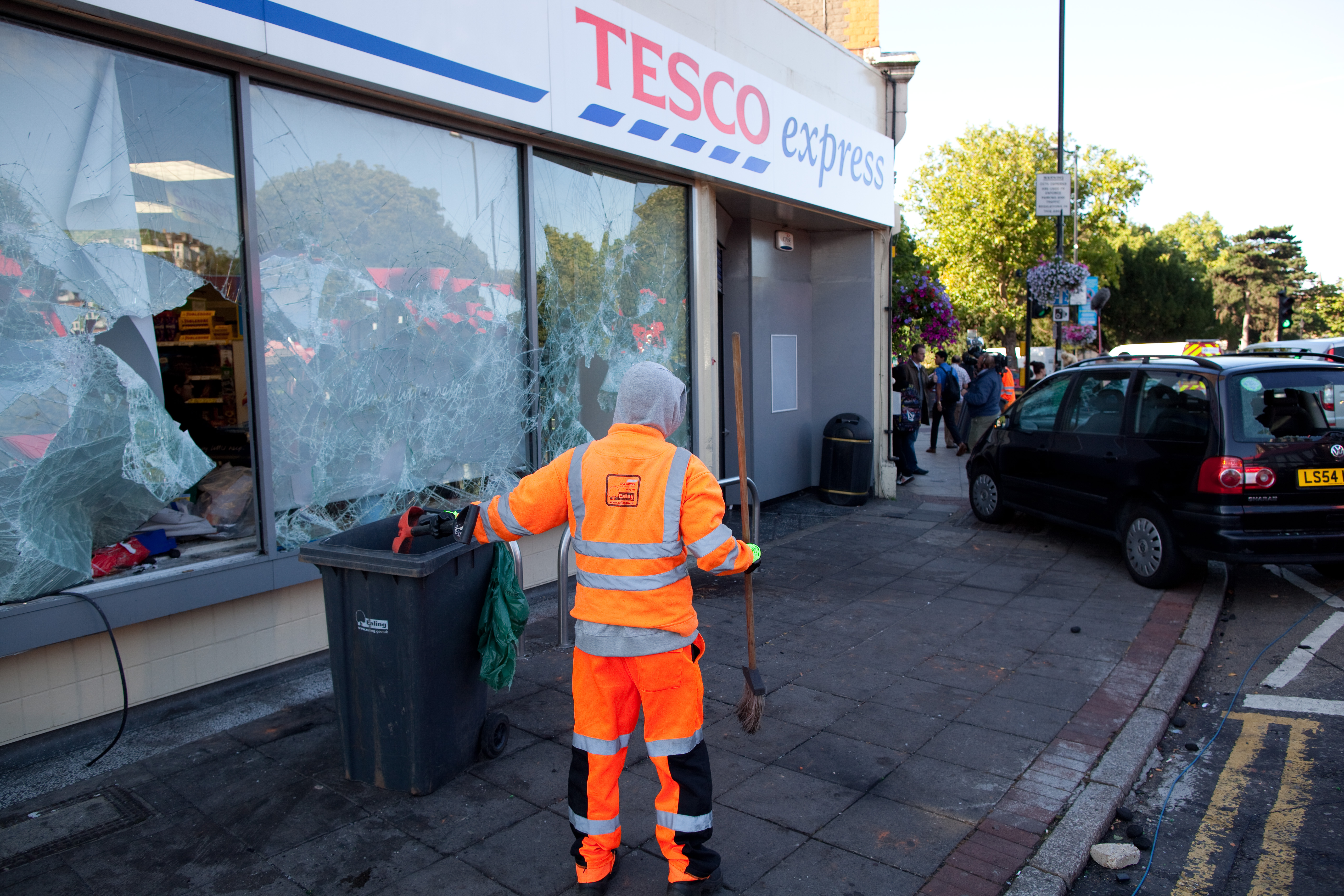
9日，Ealing地区，受损的商店
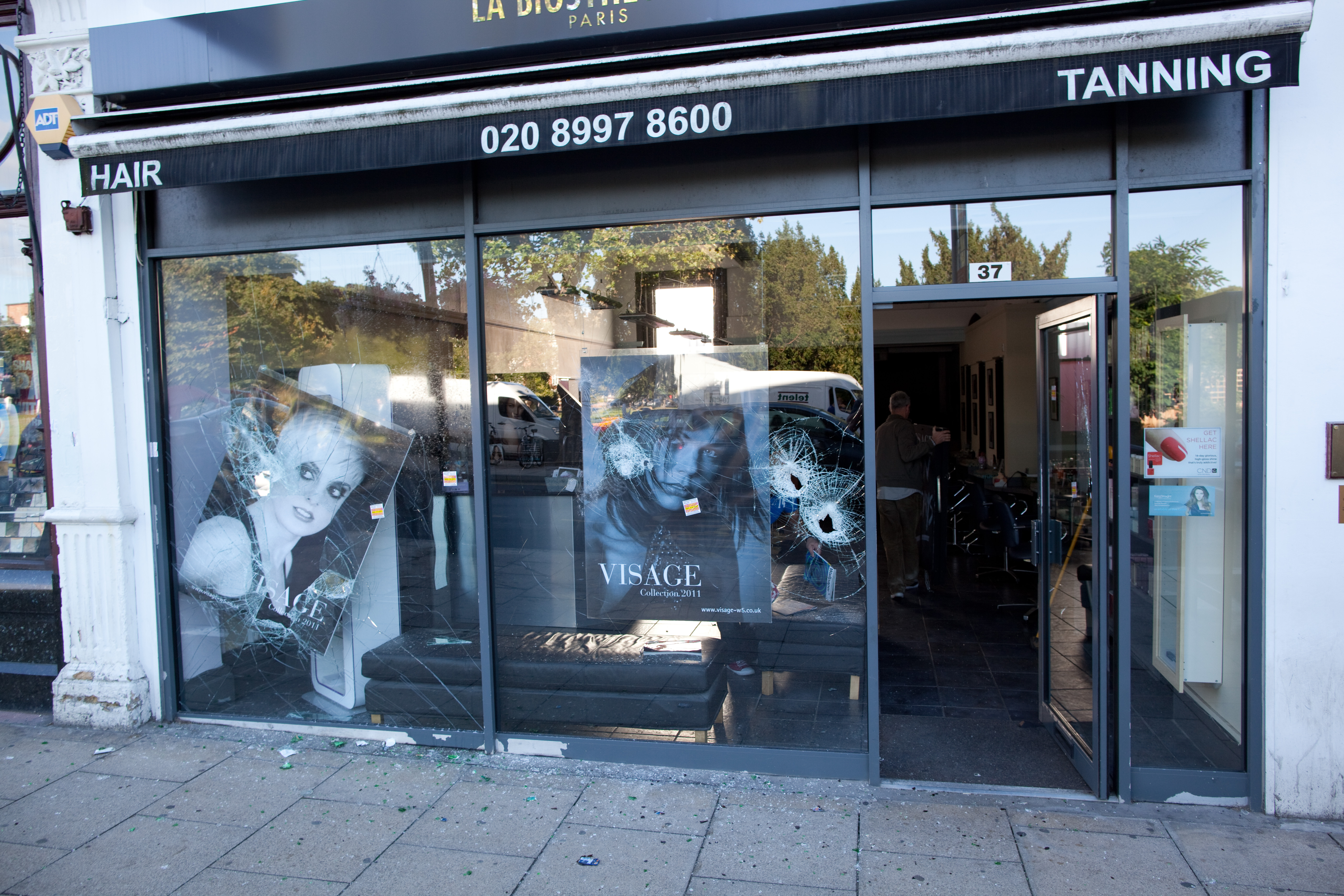
9日，受损的发廊
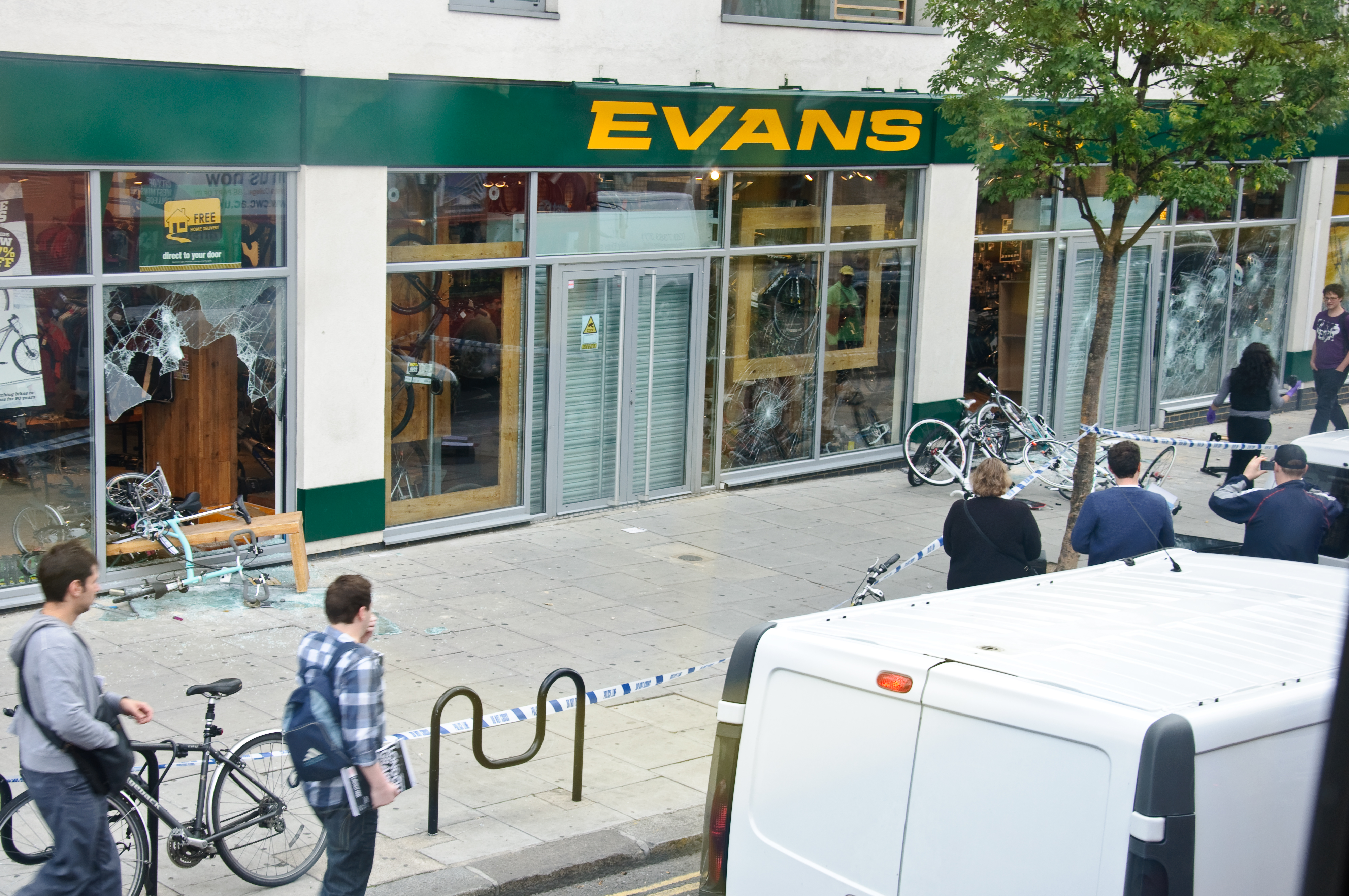
9日，Camden地区，受损的自行车店
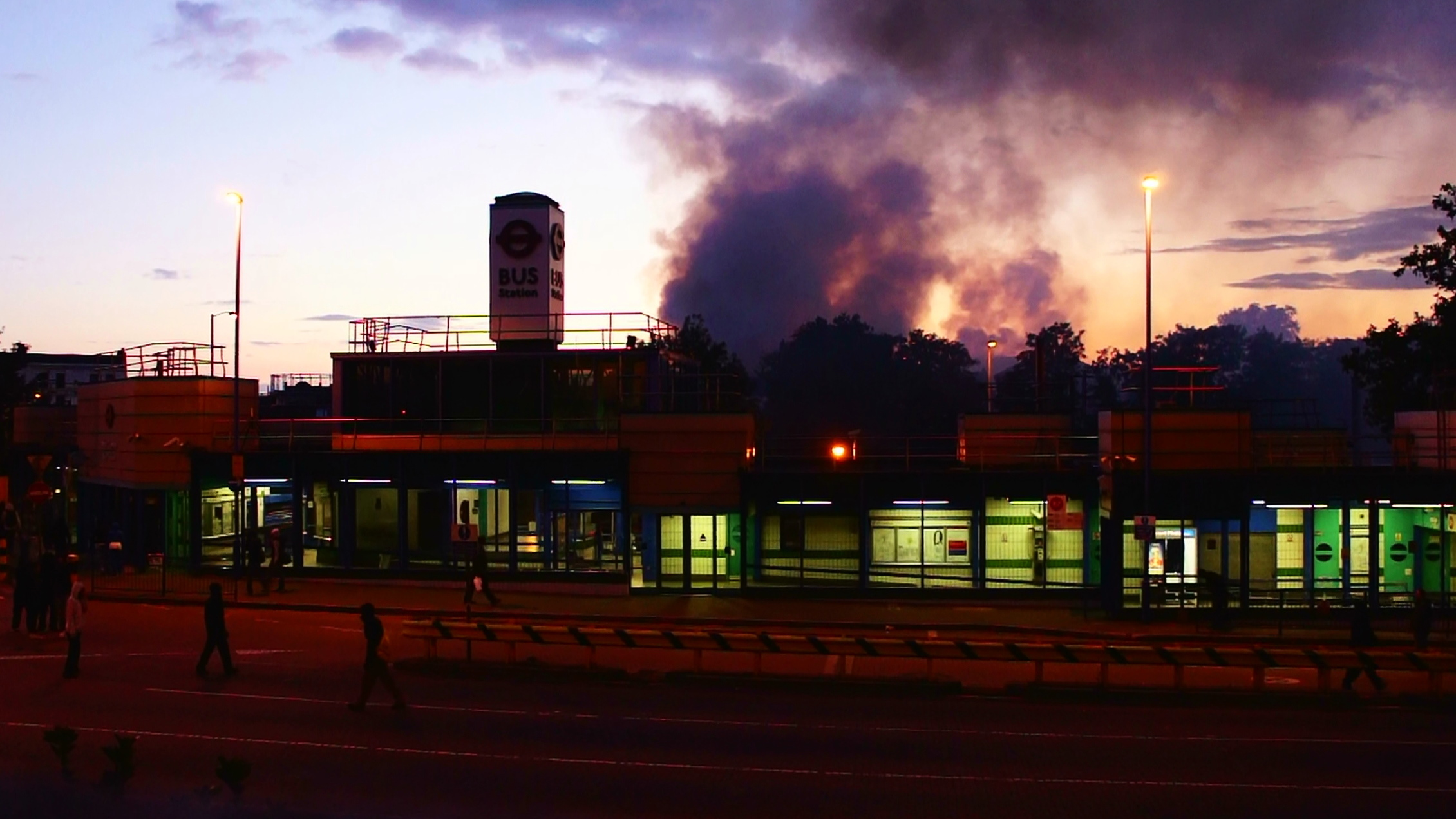
8日，Croydon地区的大火
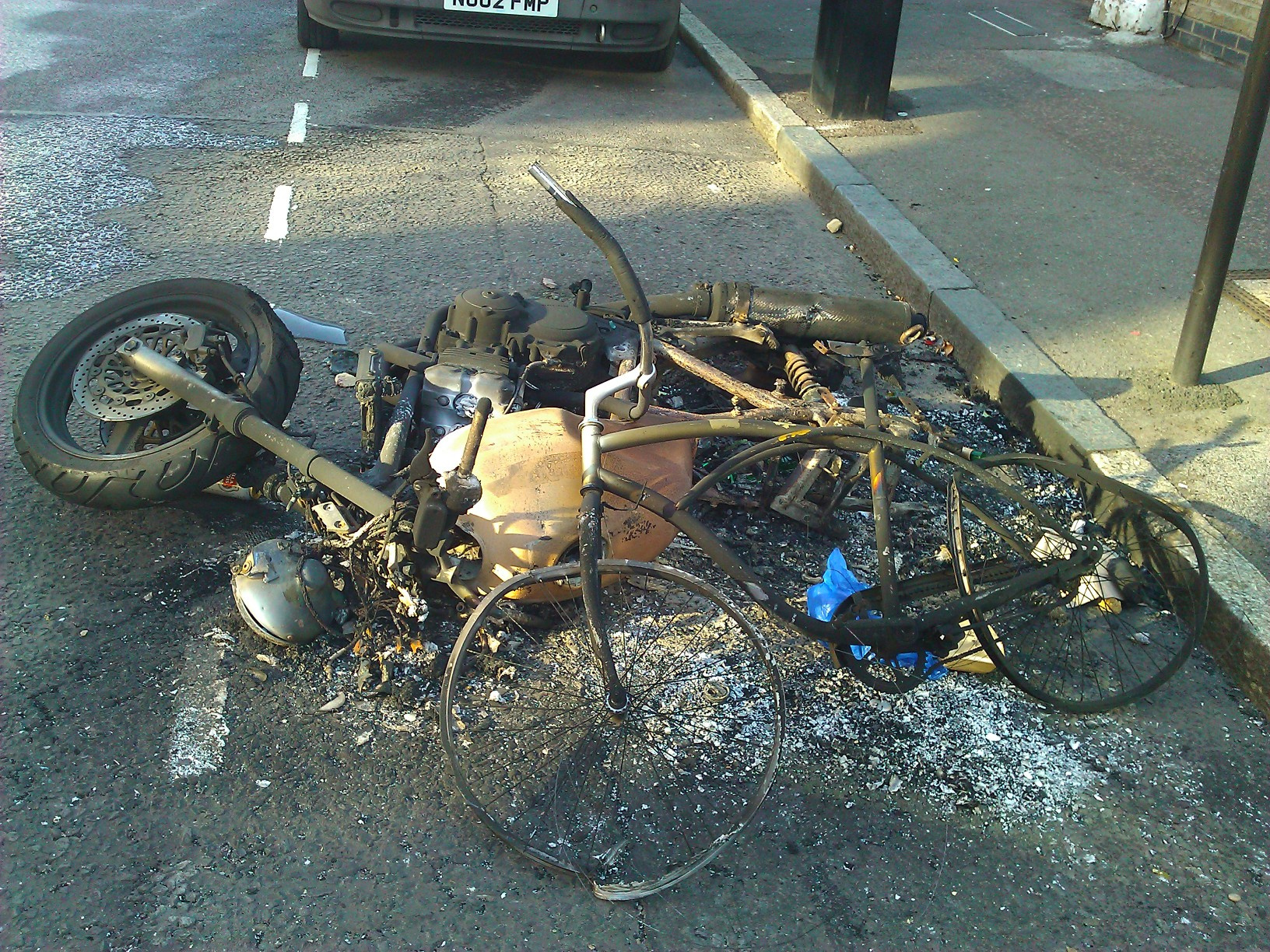
9日，Hackney地区，被烧毁的单车
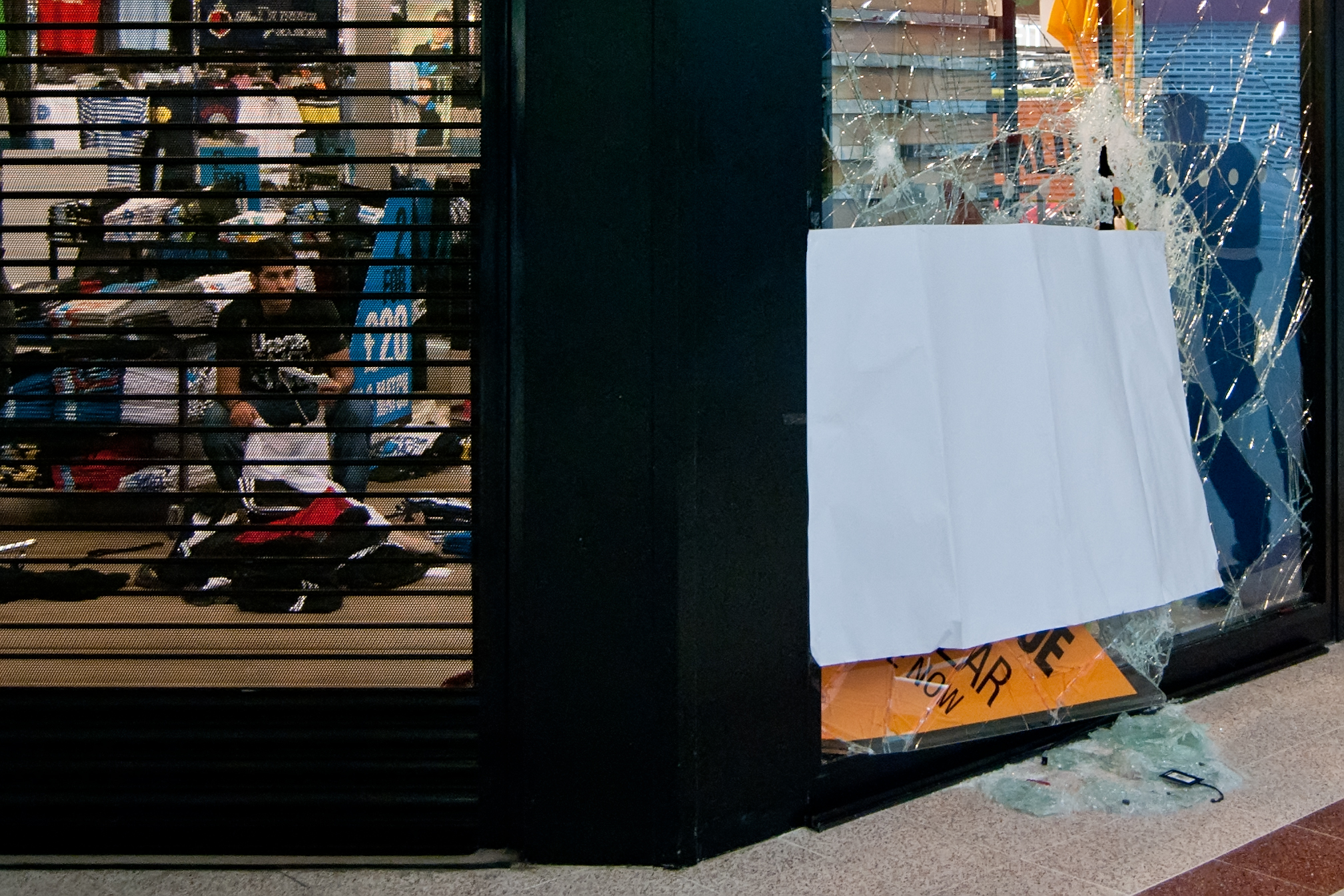
8日，Stratford地区，受损的衣店
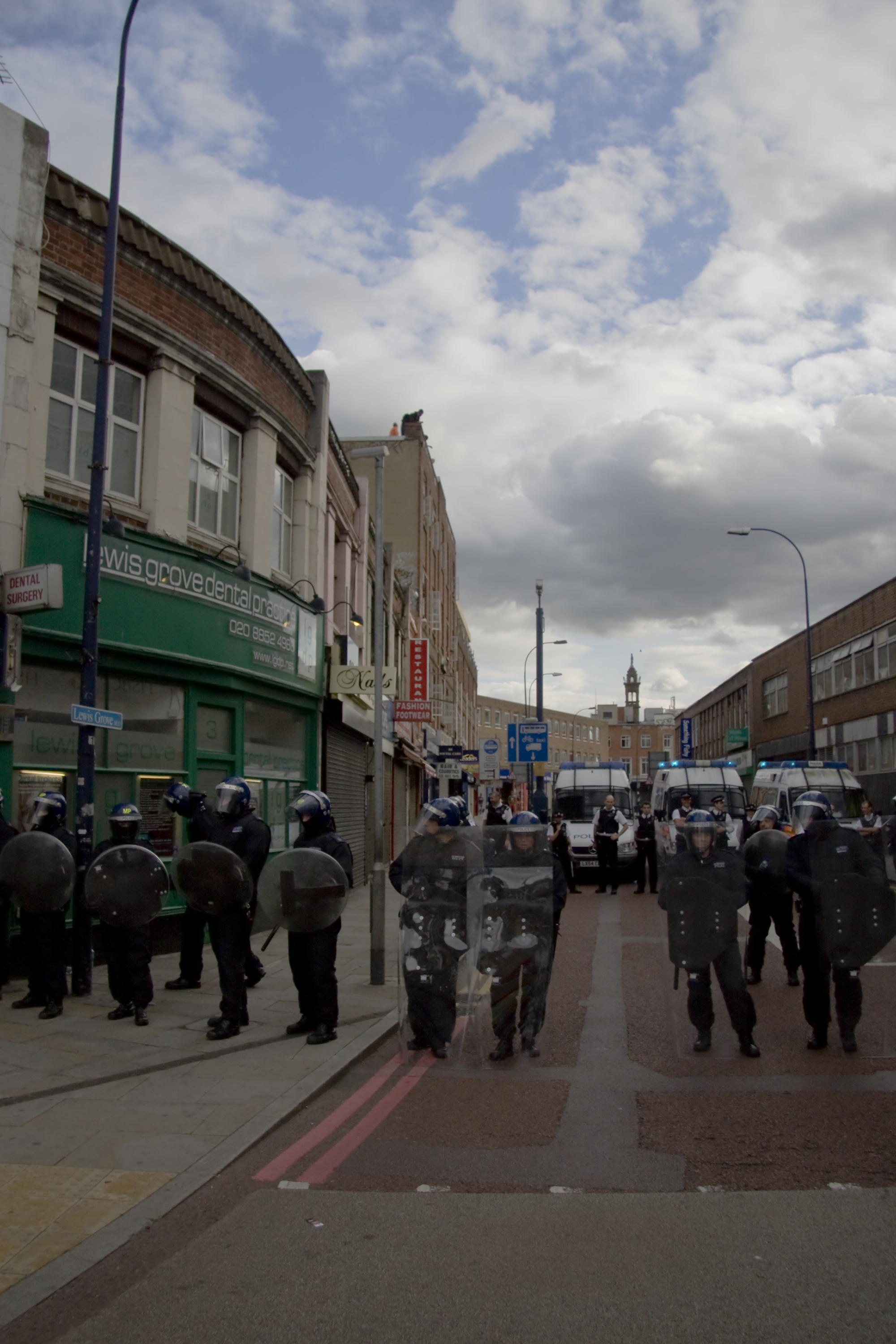
8日，Lewisham街上的警察
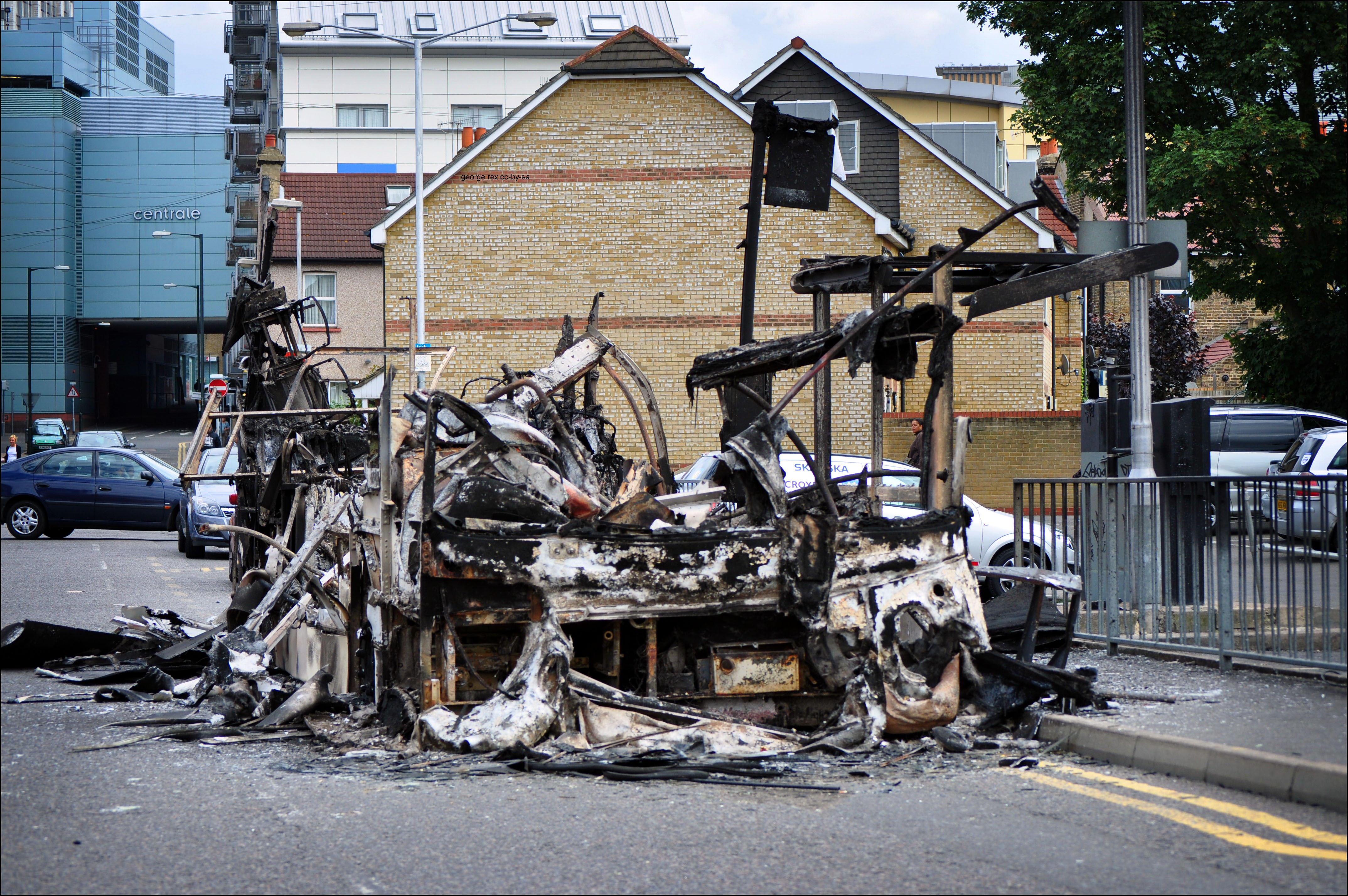
9日，Croydon地区，被烧毁的巴士
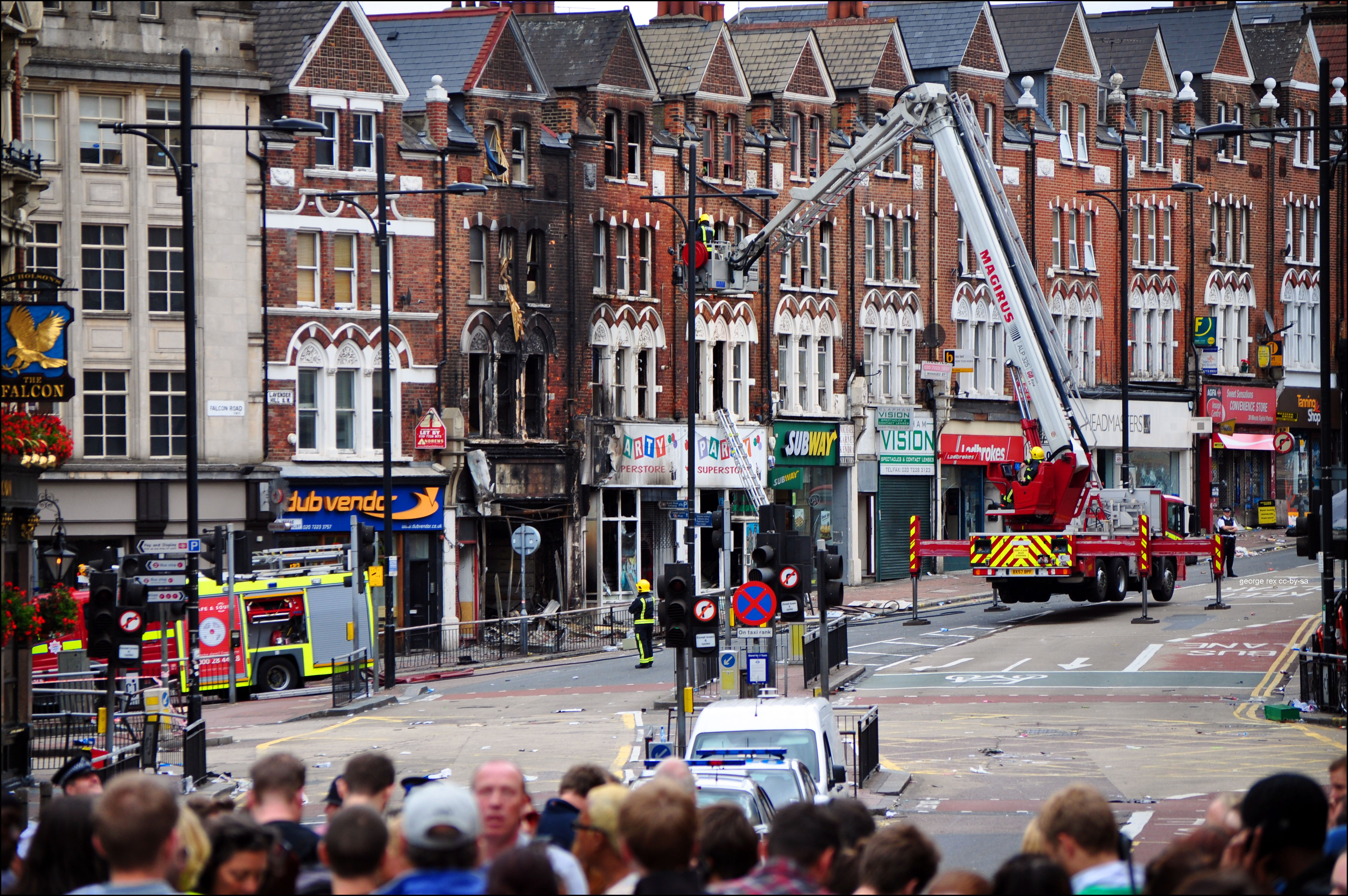
9日，Clapham地区，修复被烧的建筑
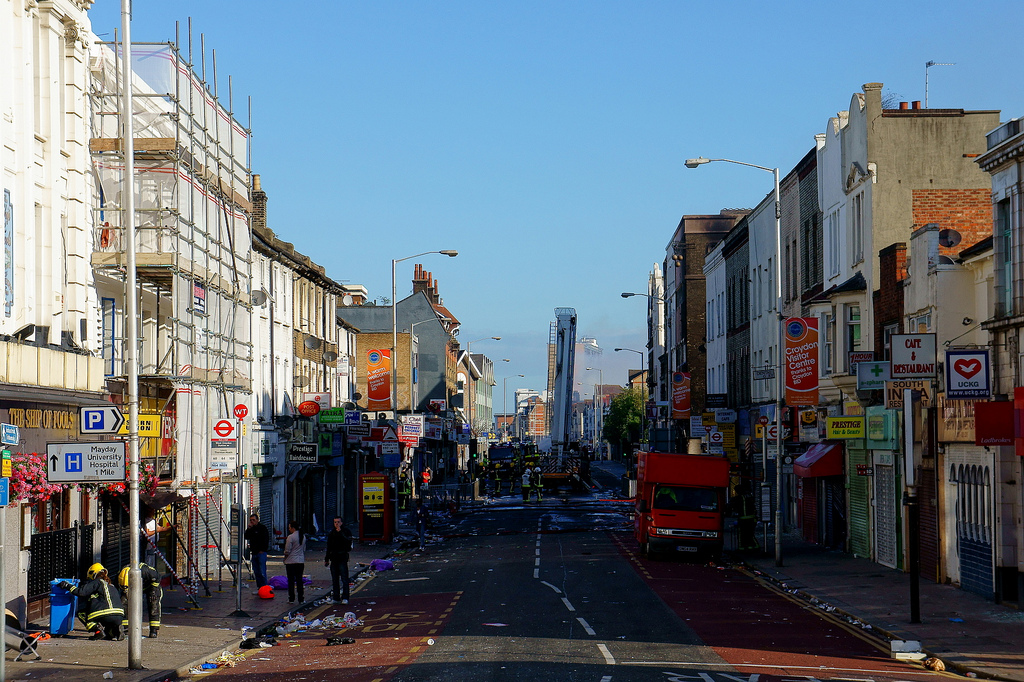
9日，Croydon地区，街面

#### 托特纳姆

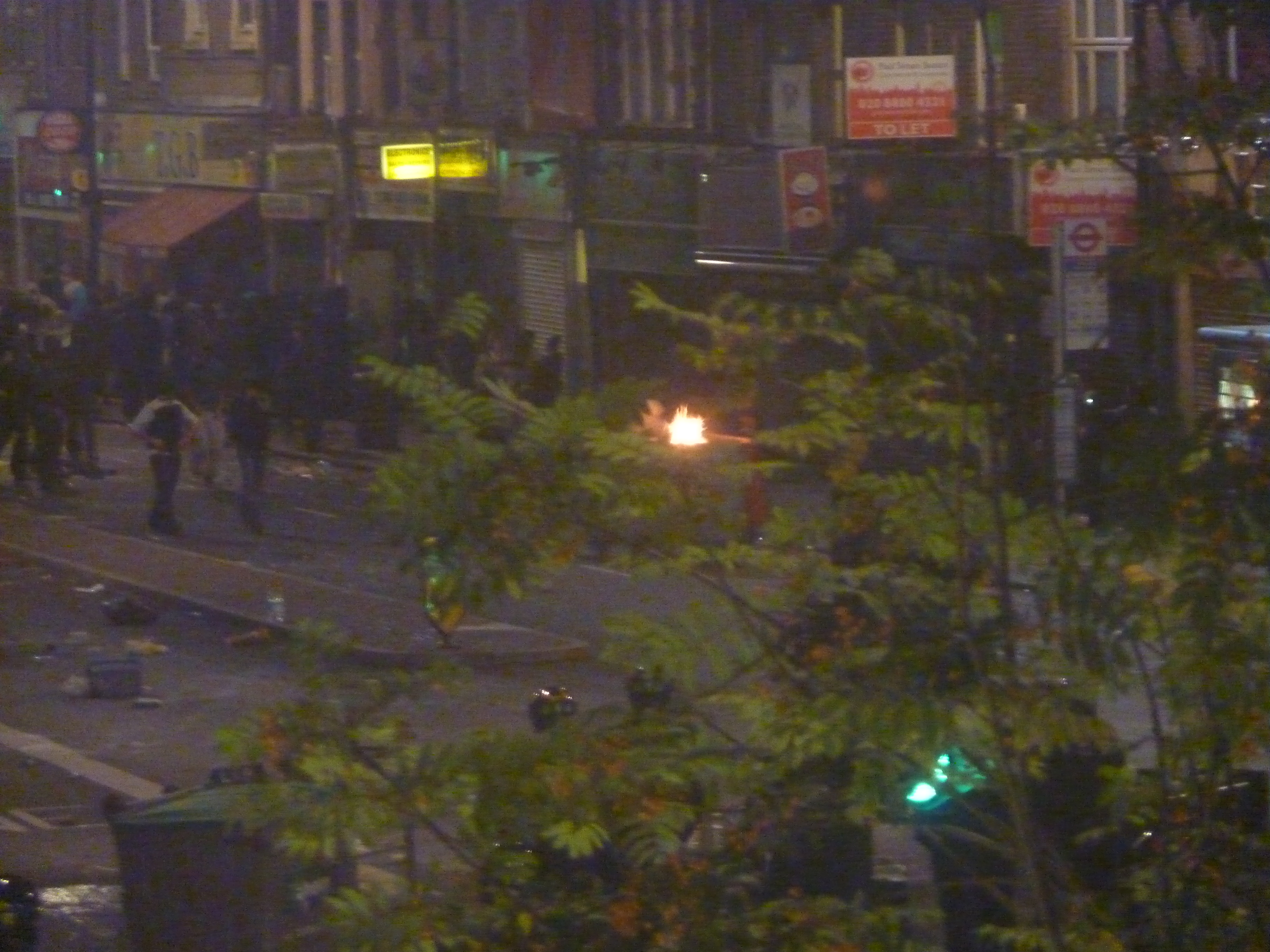
6日晚
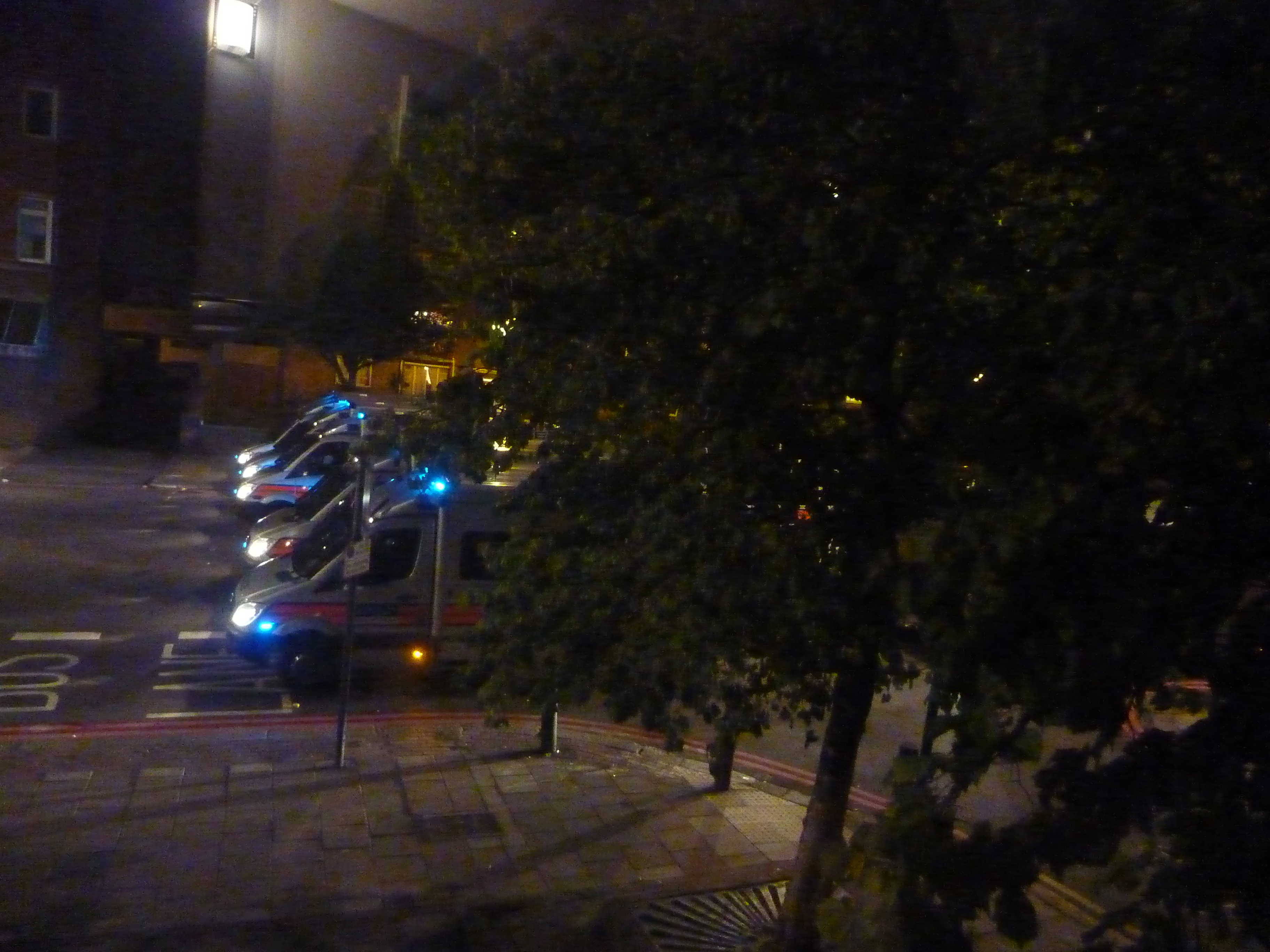
6日晚，警车
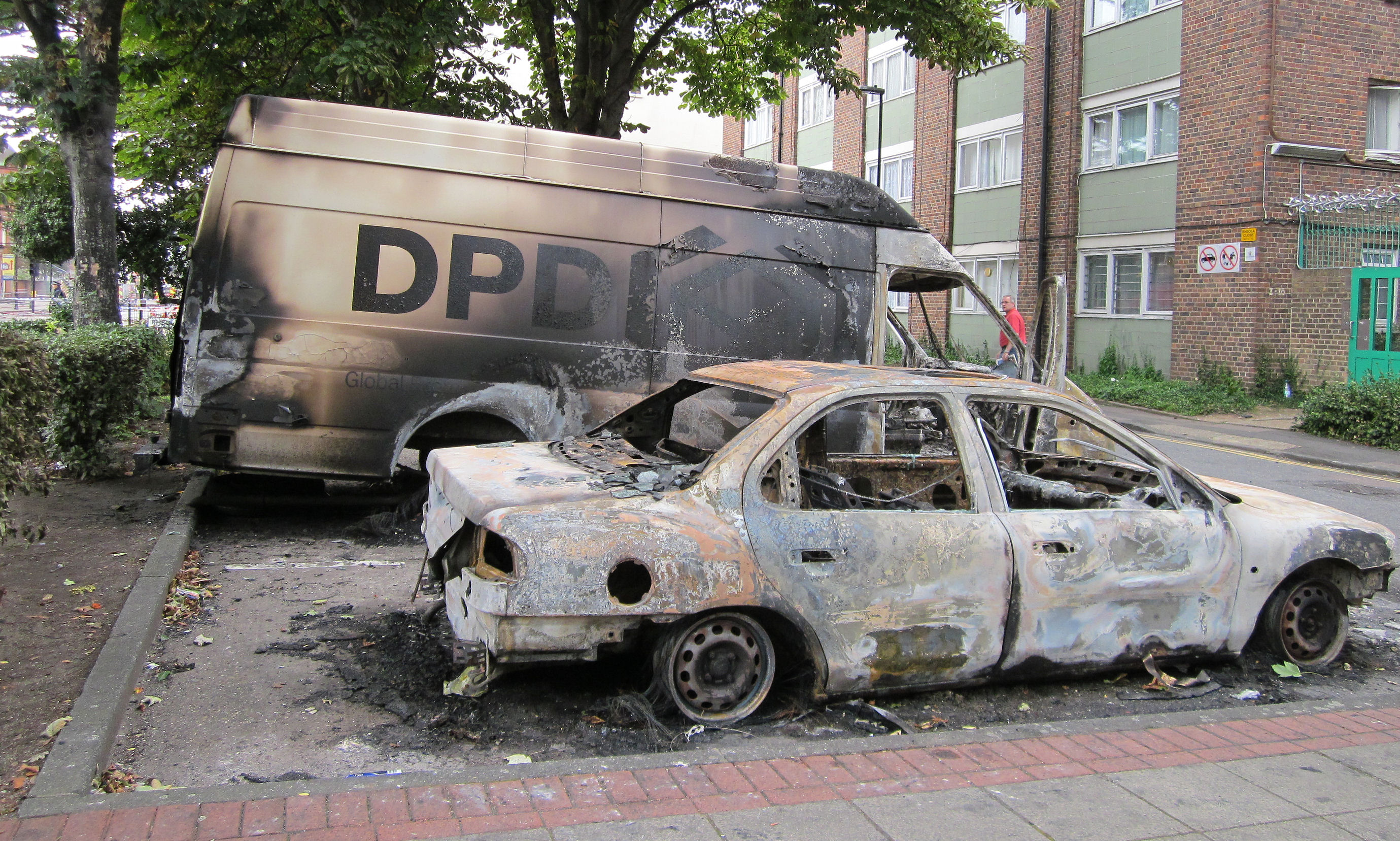
8月7日，被纵火的车
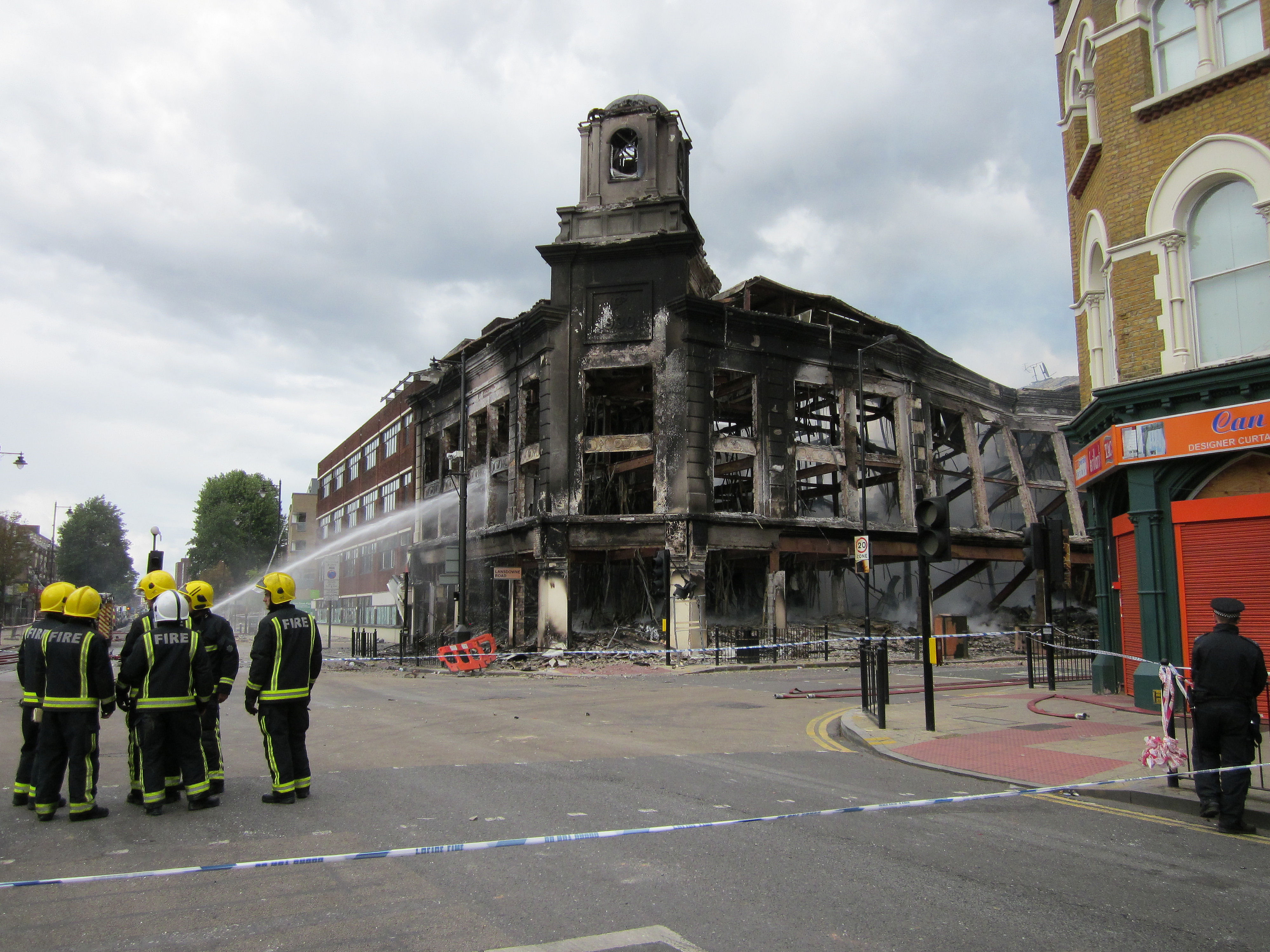
7日，消防员在灭火
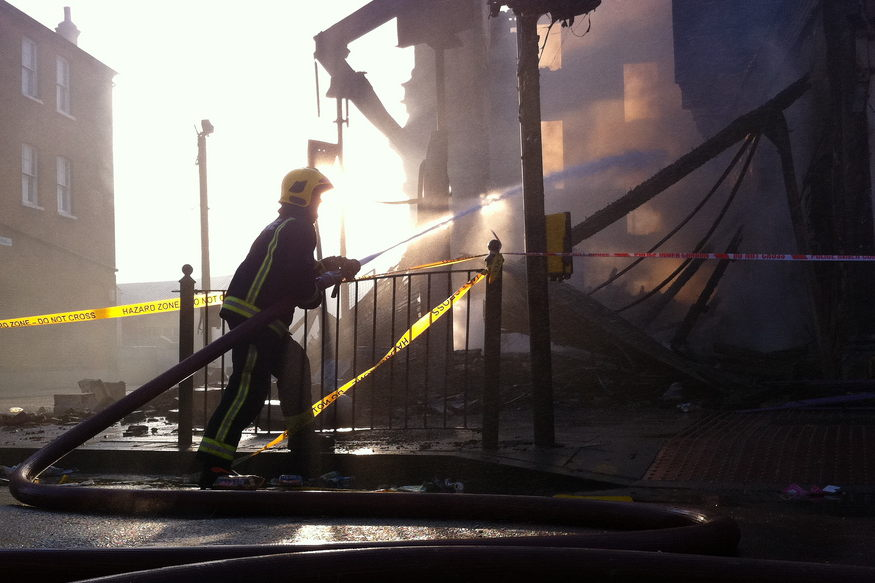
7日，灭火
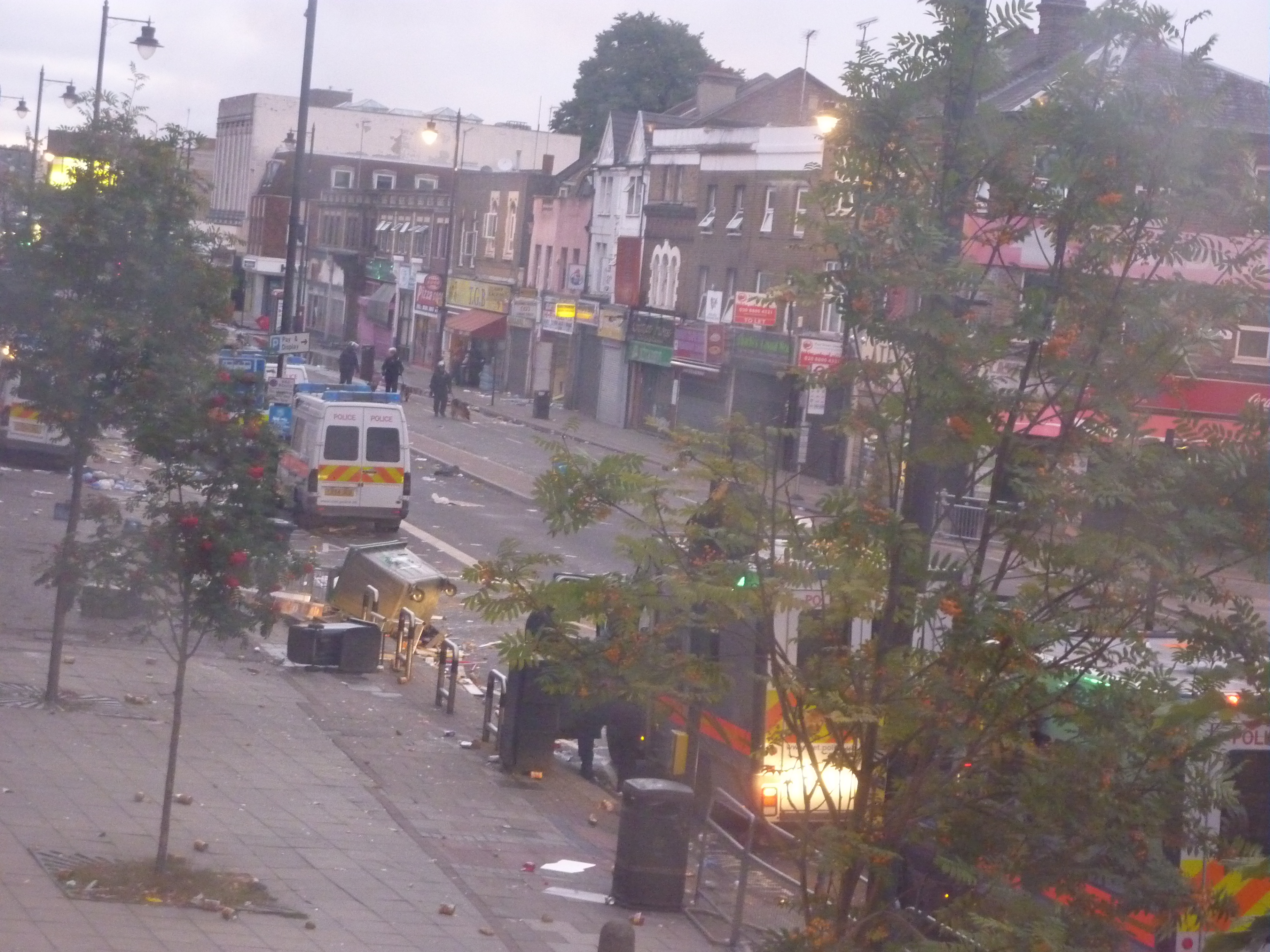
7日，大街
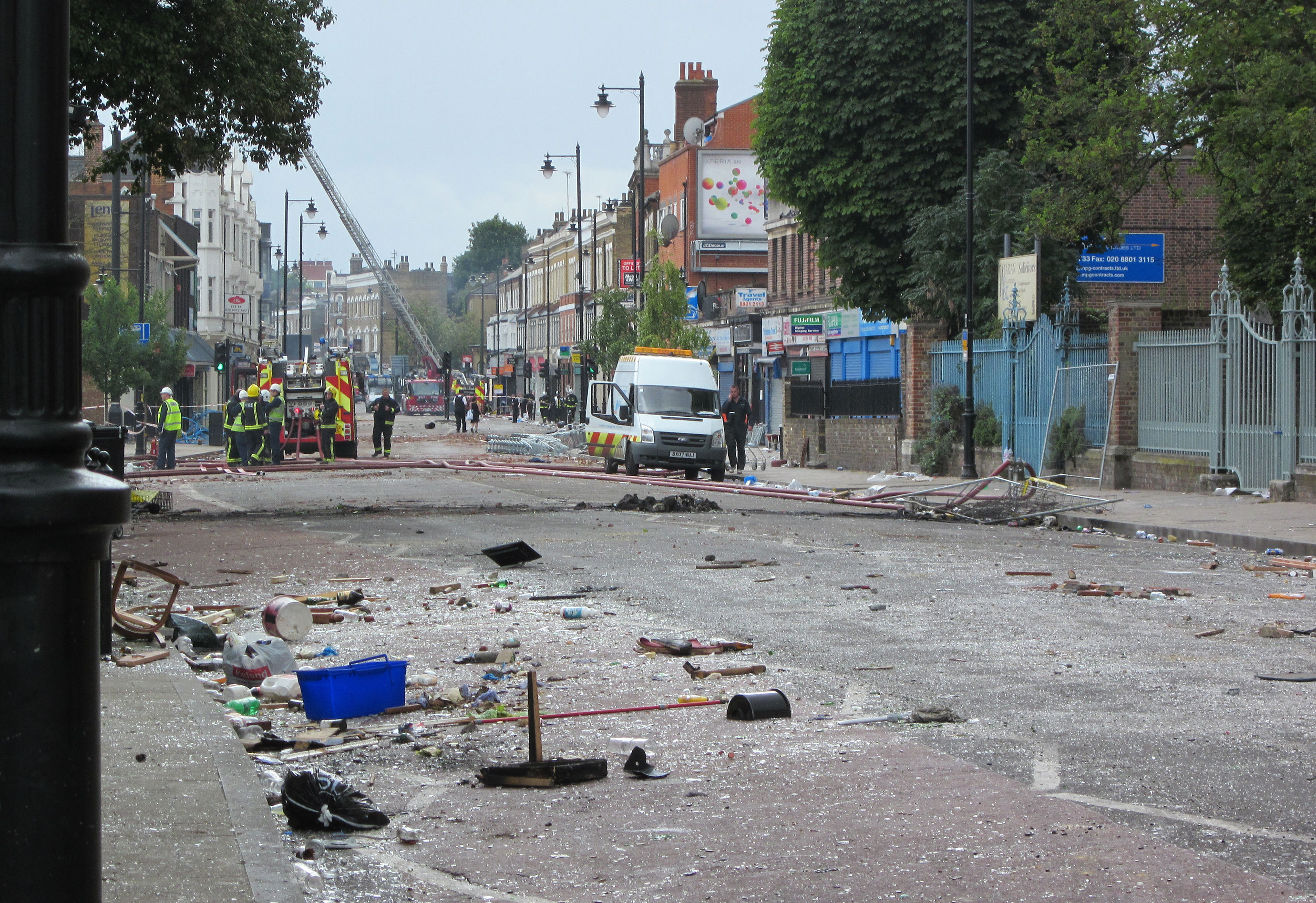
7日，大街
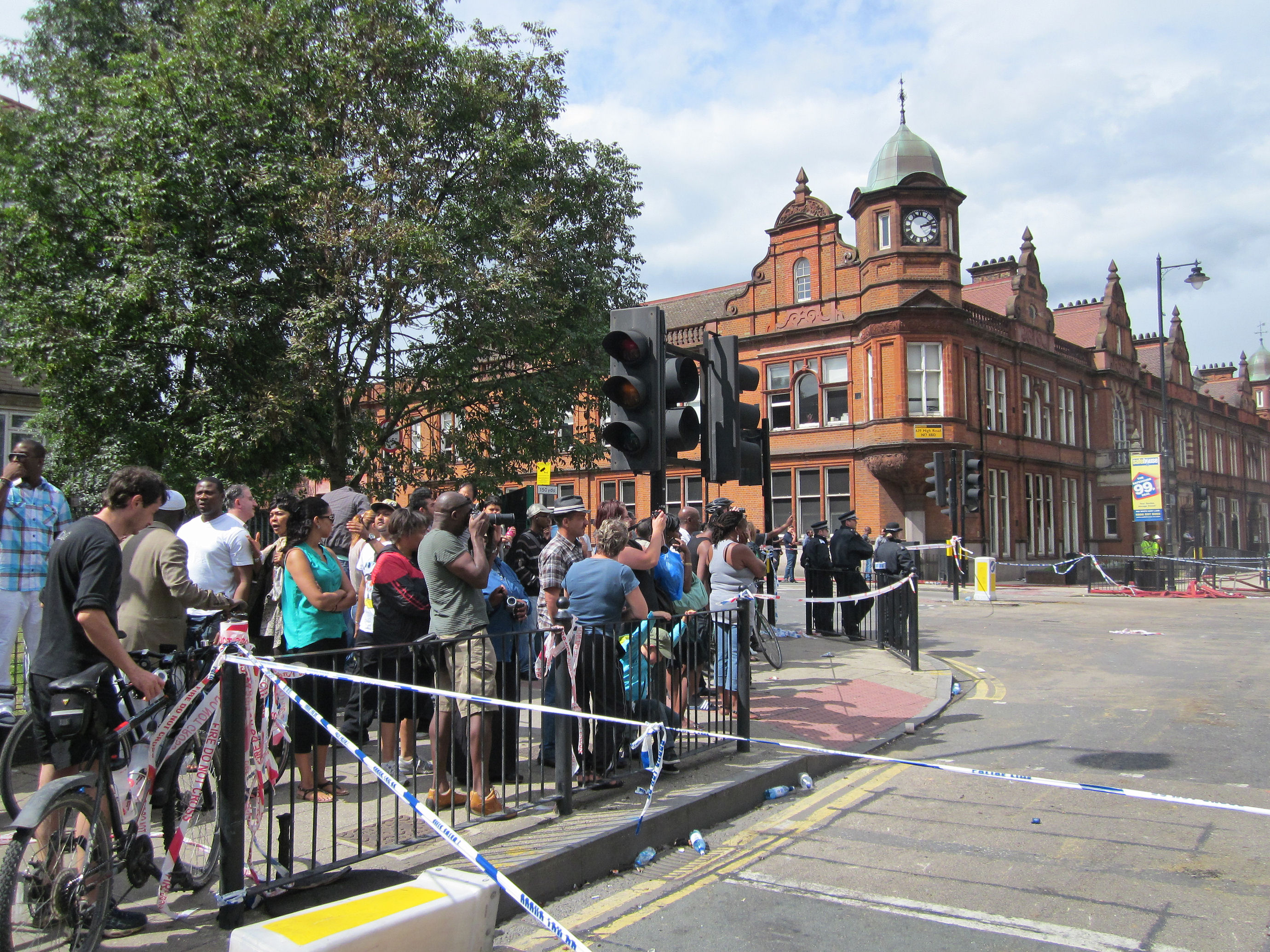
7日，围观的居民
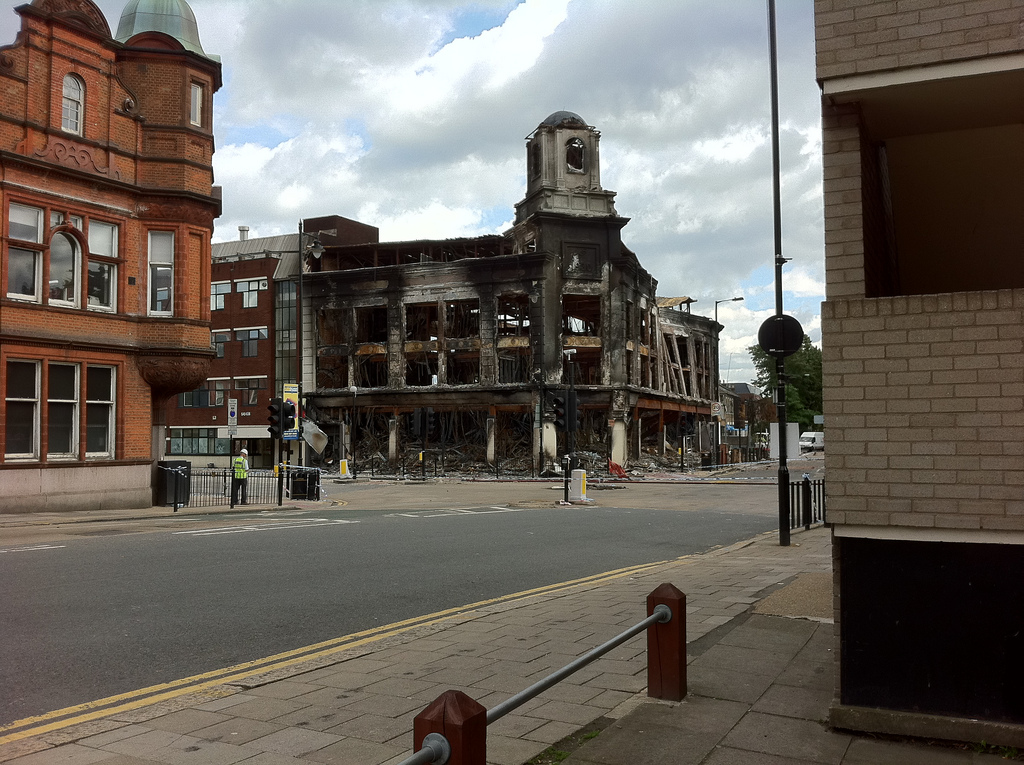
8月8日，被毁的商业建筑

## 后续事件

### 司法审判肇事者
从骚乱爆发开始截止8月13日，已经有2,275人被捕，其中超过1000人受到指控。绝大部分都涉嫌抢劫和违反公共秩序，其中最小的年仅11岁。他们中的大部分人是年轻的贫民，来自于多种族聚居地区。警方已对近200人提起了犯罪指控。各地的法院几乎以24小时轮轴转的方式来审理案件，很多案件都是“一眨眼”的工夫就审完了。律师没有机会和被辩护者长谈，而绝大多数的被告都是未成年人。
根据《卫报》网站11日发布的数据，当时总计1404人被捕，各地区的分布如下：
- 伦敦市区：805
- 西米德兰兹：300
- 大曼彻斯特：113
- 诺丁汉郡：90
- 默西塞德郡：50
- 艾文及萨默塞特：24
- 剑桥：5
- 格洛斯特：3

依据7日晚上被逮捕人的年龄，骚乱者年龄结构如下：
- 60后：2人
- 70后：6人
- 80后：49人
- 90后：98人

### 灾后重建
8月11日，英国议会上午召开紧急会议讨论应对骚乱，首相卡梅伦就骚乱原因、损失情况、进一步措施、以及对受损者的赔付等问题向议会作出陈述。他在陈述中表示：全力重建秩序是目前的首要任务，他承诺将全力帮助受损商家和居民进行重建；根据《取缔暴动法》，任何在骚乱中受到损失的人都将得到赔偿，并将申报时间从通常的14天延长至42天；政府将设立2千万英镑的商业支持计划来帮助商业重建，另拨款1千万英镑帮助地方议会清理街道，同时也将对骚乱给保险业造成的2亿英镑损失进行支持。